# Städelovo muzeum
Städelovo muzeum (česká výslovnost [štédlovo], německy Städel Museum, plným jménem Städelsche Kunstinstitut und Städtische Galerie, Städelovský umělecký institut a městská galerie) ve Frankfurtu nad Mohanem je jedno z nejvýznamnějších německých muzeí. Spravuje přes 4000 maleb od středověku po současnost a další umělecké předměty, fotografie a rozsáhlou knihovnu. Založení muzea umožnil svým odkazem Johann Friedrich Städel roku 1815. Ke sbírkám patří i několik světoznámých obrazů, například Botticelliho Portrét Simonetty Vespuciové a Tischbeinův Goethe v Kampánii, nejslavnější zpodobení básníkovo.

## Galerie

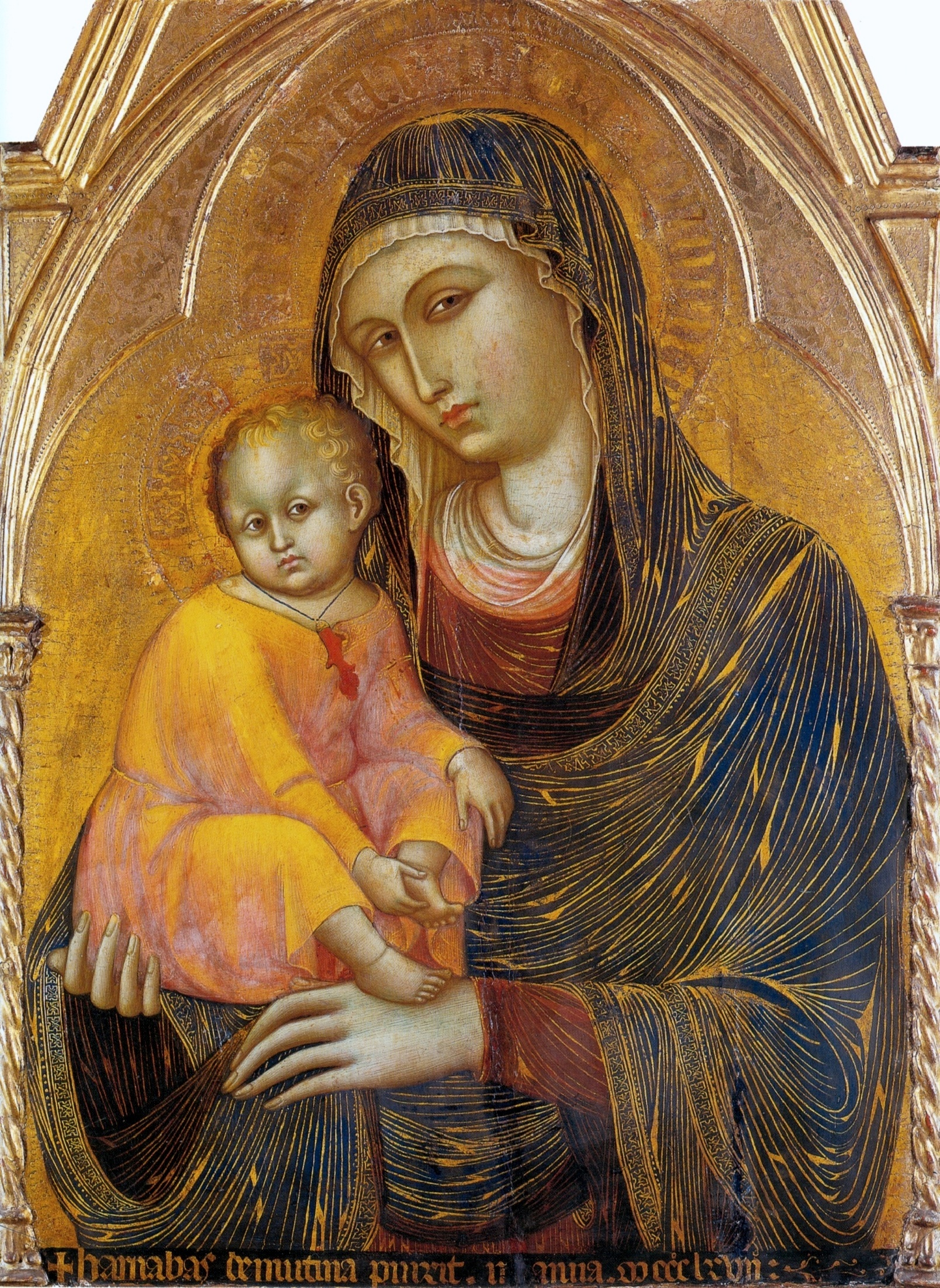
Barnaba da Modena: Madona s dítětem, 1367
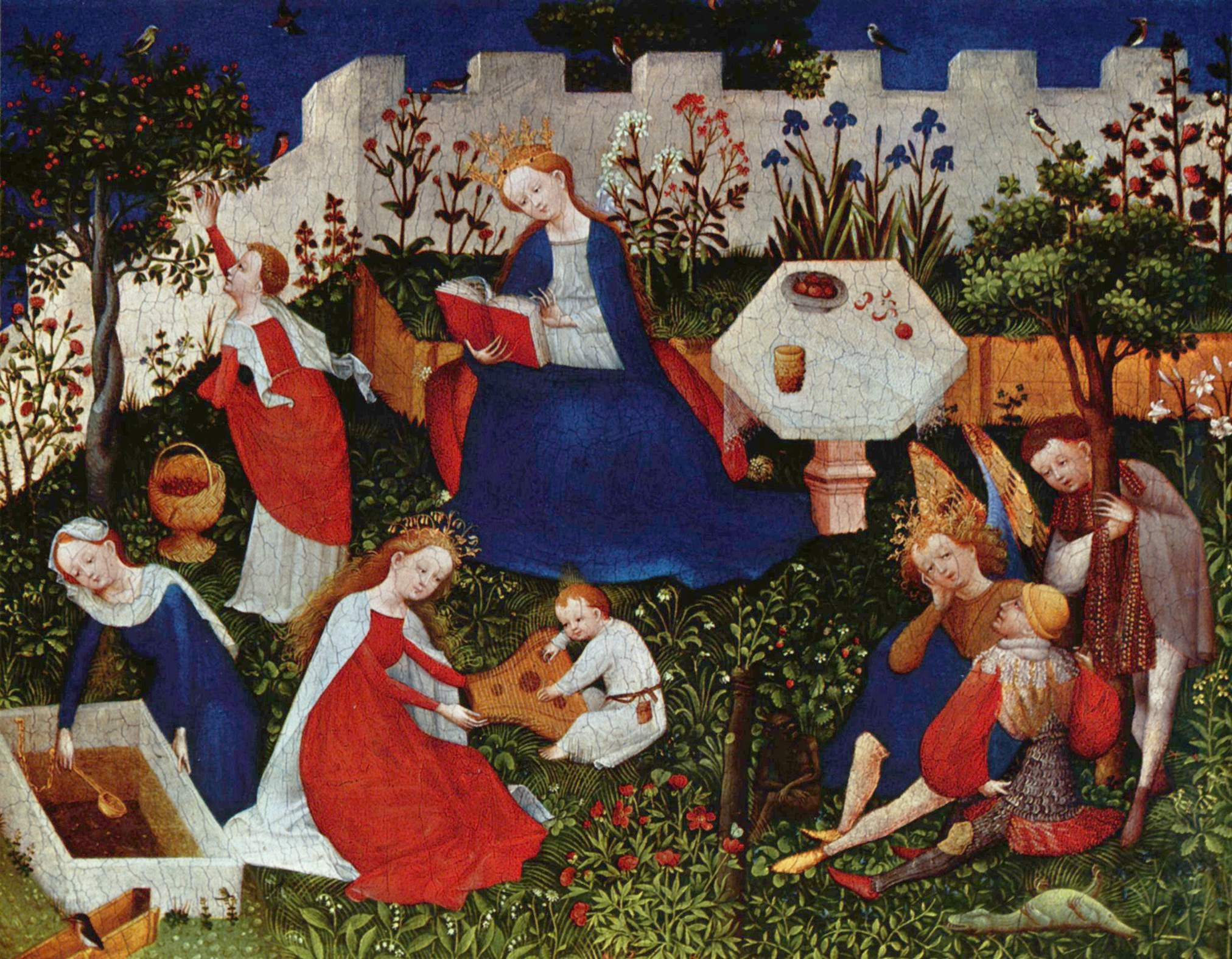
Hornorýnský mistr: Rajská zahrádka, 1410/1420
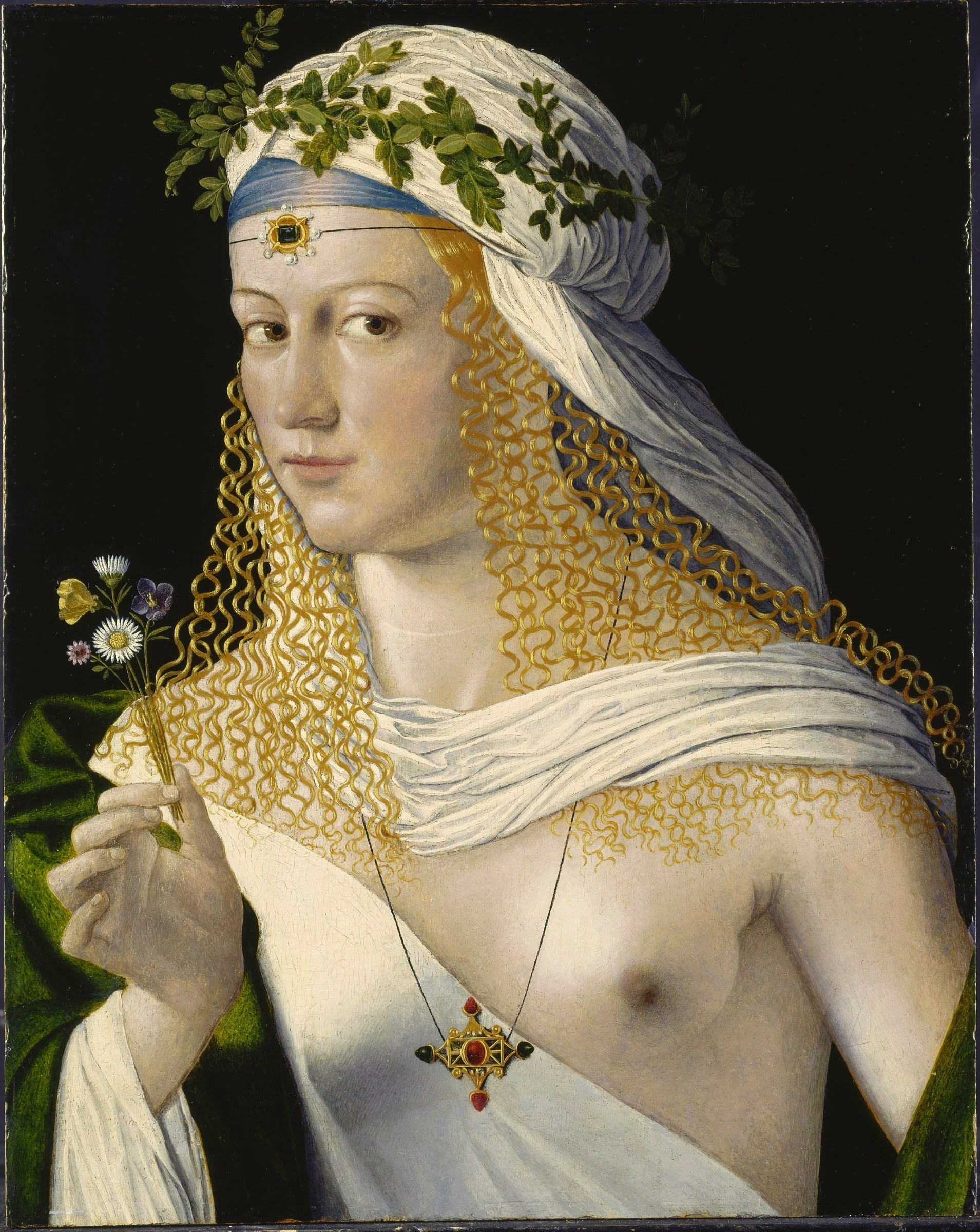
Bartolomeo Veneto: Ideální portrét ženy, asi 1520/1525
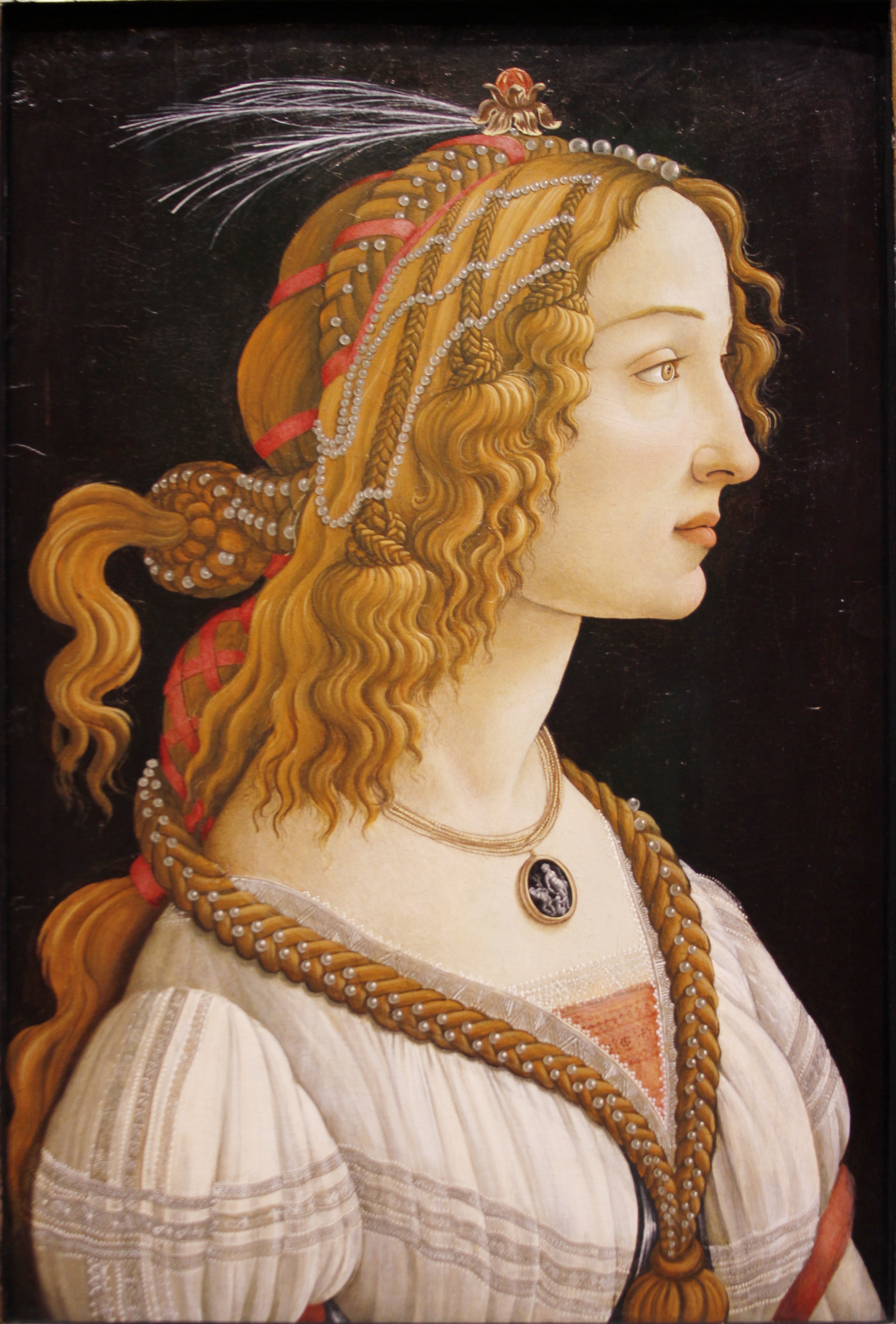
Sandro Botticelli: Simonetta Vespuciová jako nymfa, asi 1480
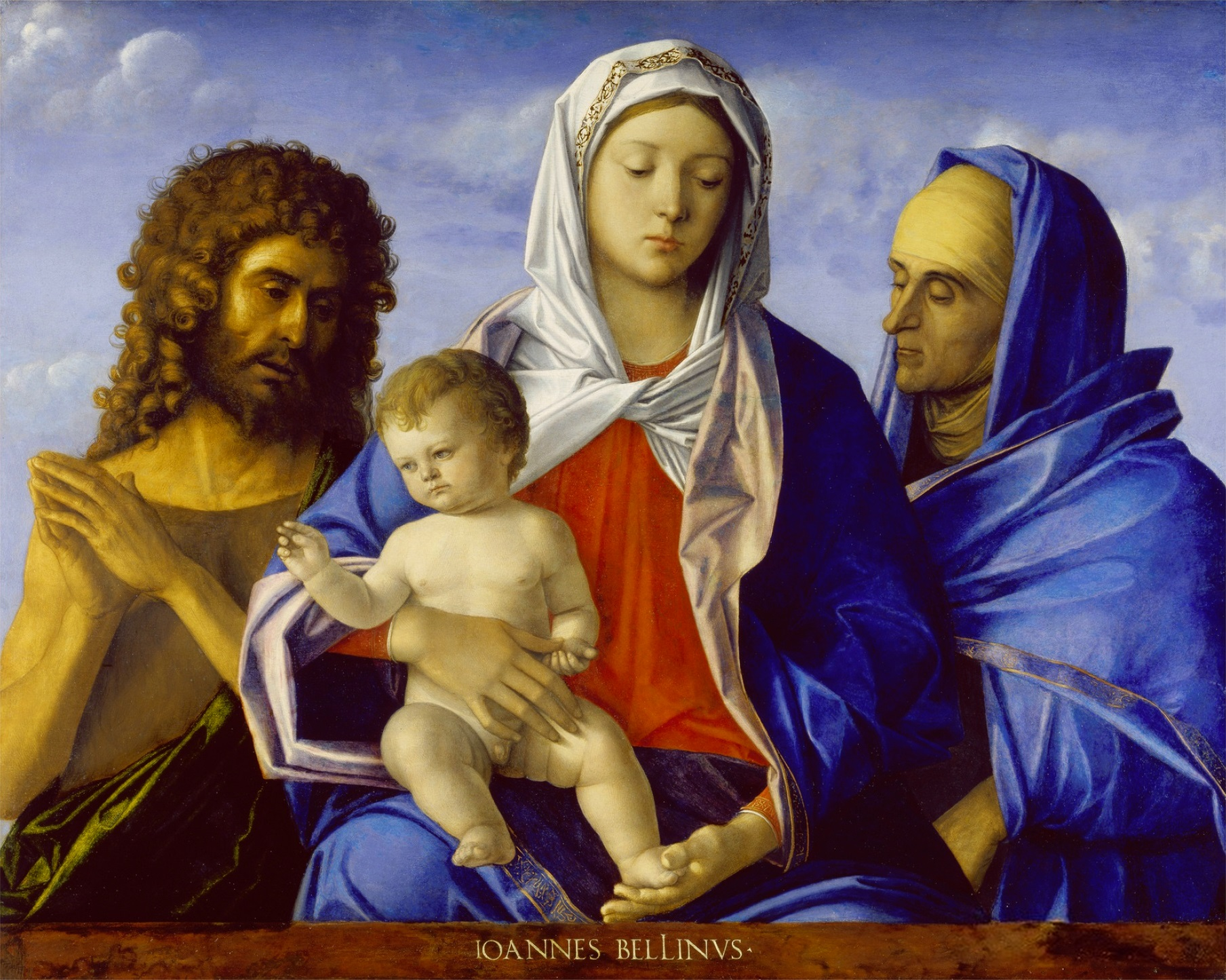
Giovanni Bellini: Madona s dítětem, Janem Křtitelem a sv. Alžbětou, poč. 16. stol.
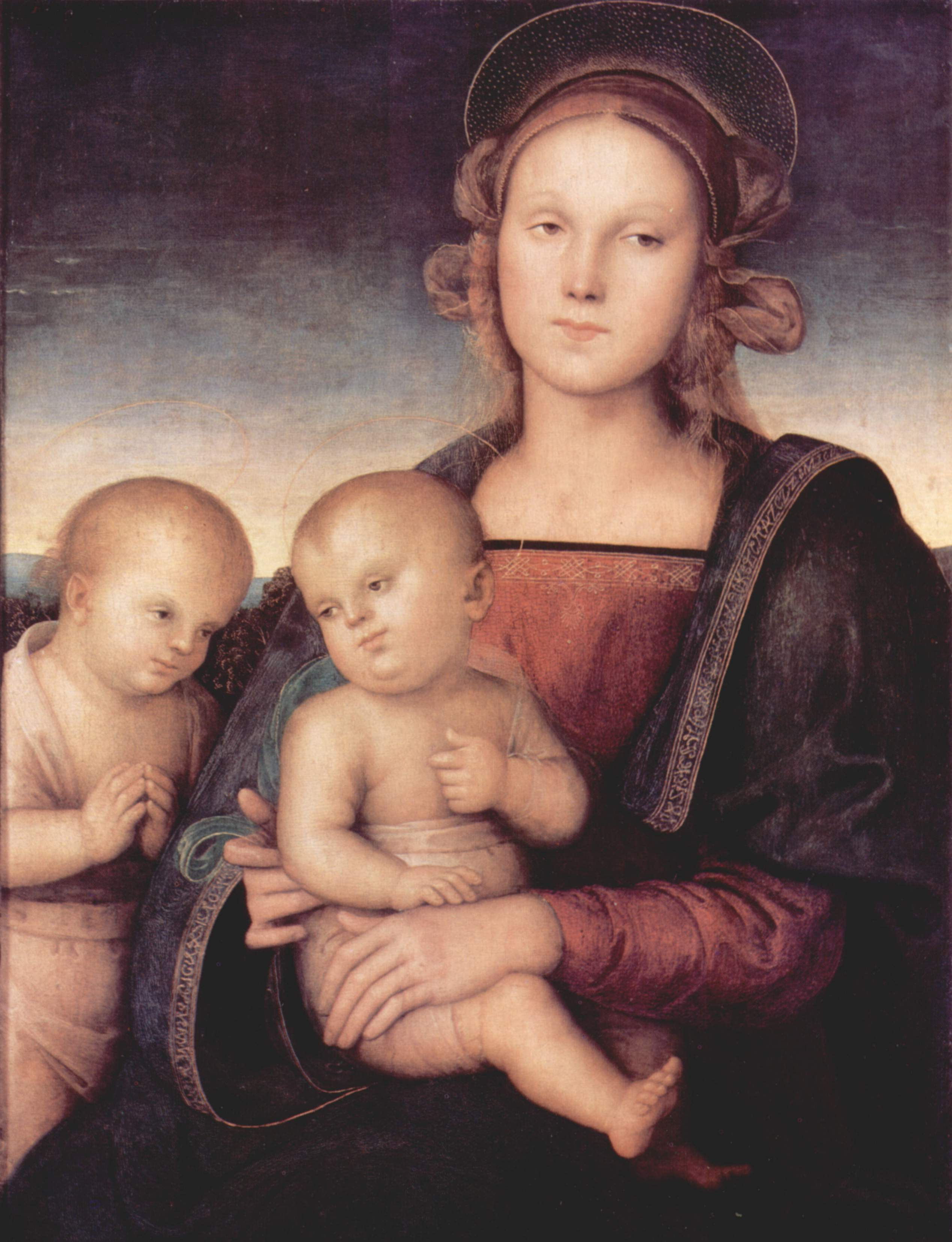
Perugino a Raffael: Madona s Ježíškem a sv. Janem Křtitelem, řed ř. 1500
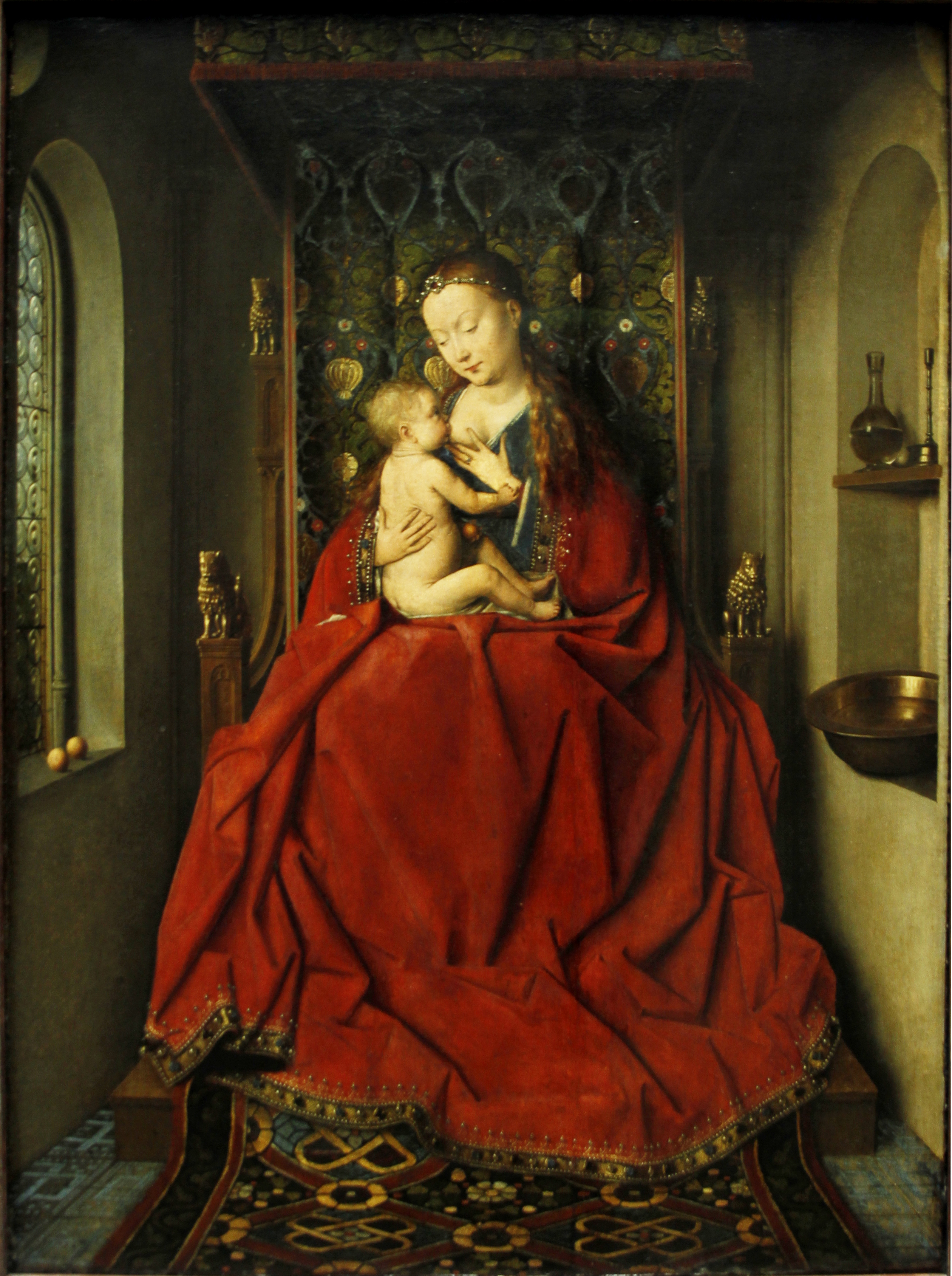
Jan van Eyck: Madona z Luccy, asi 1437/1438
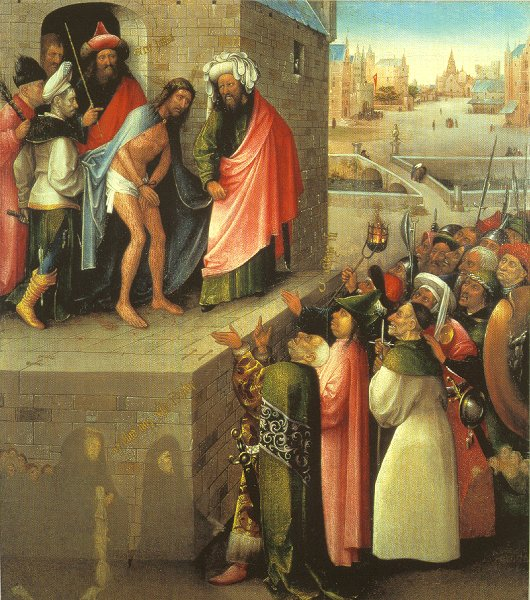
Hieronymus Bosch: Ecce Homo, asi 1480/1490
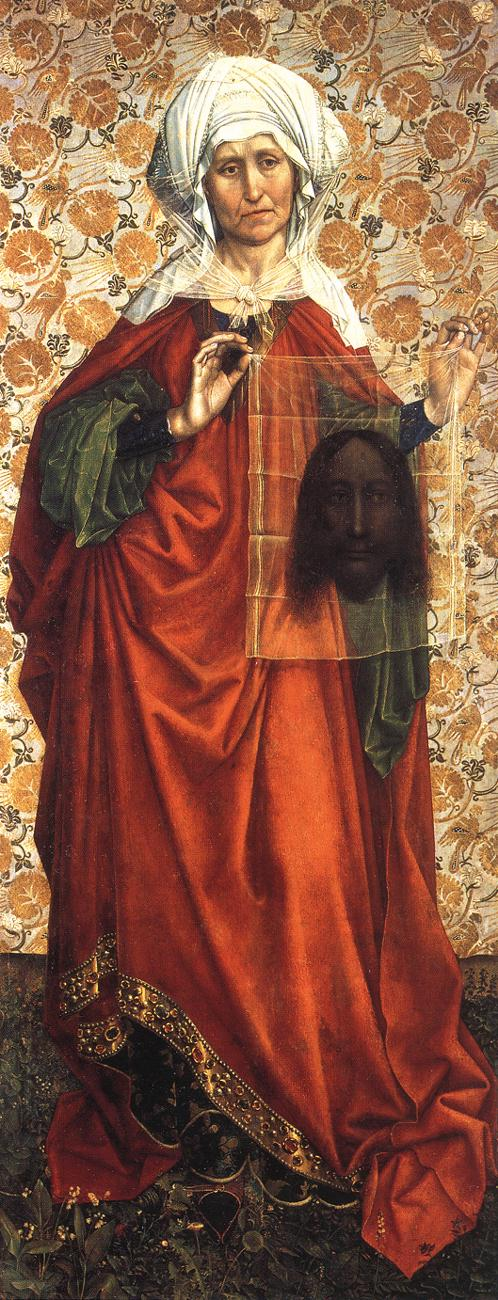
Mistr z Flémalle: Sv. Veronika s rouškou, asi 1430
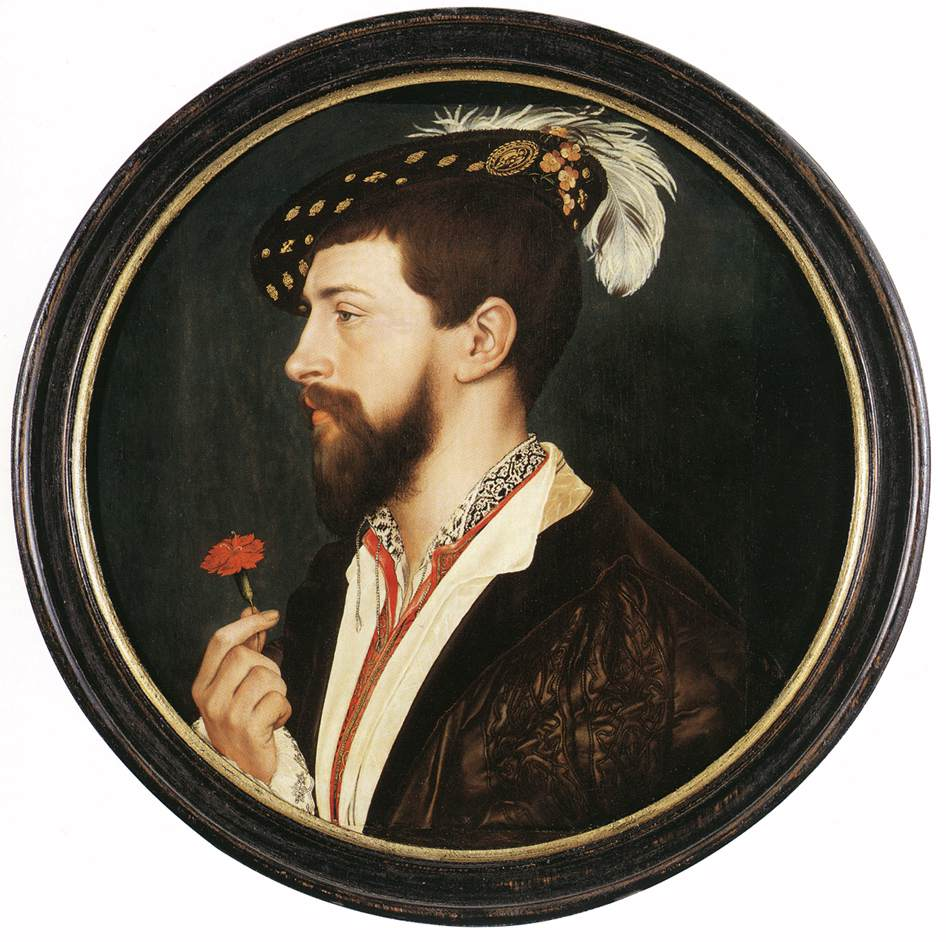
Hans Holbein mladší: Simon George of Cornwall, asi 1535/1540
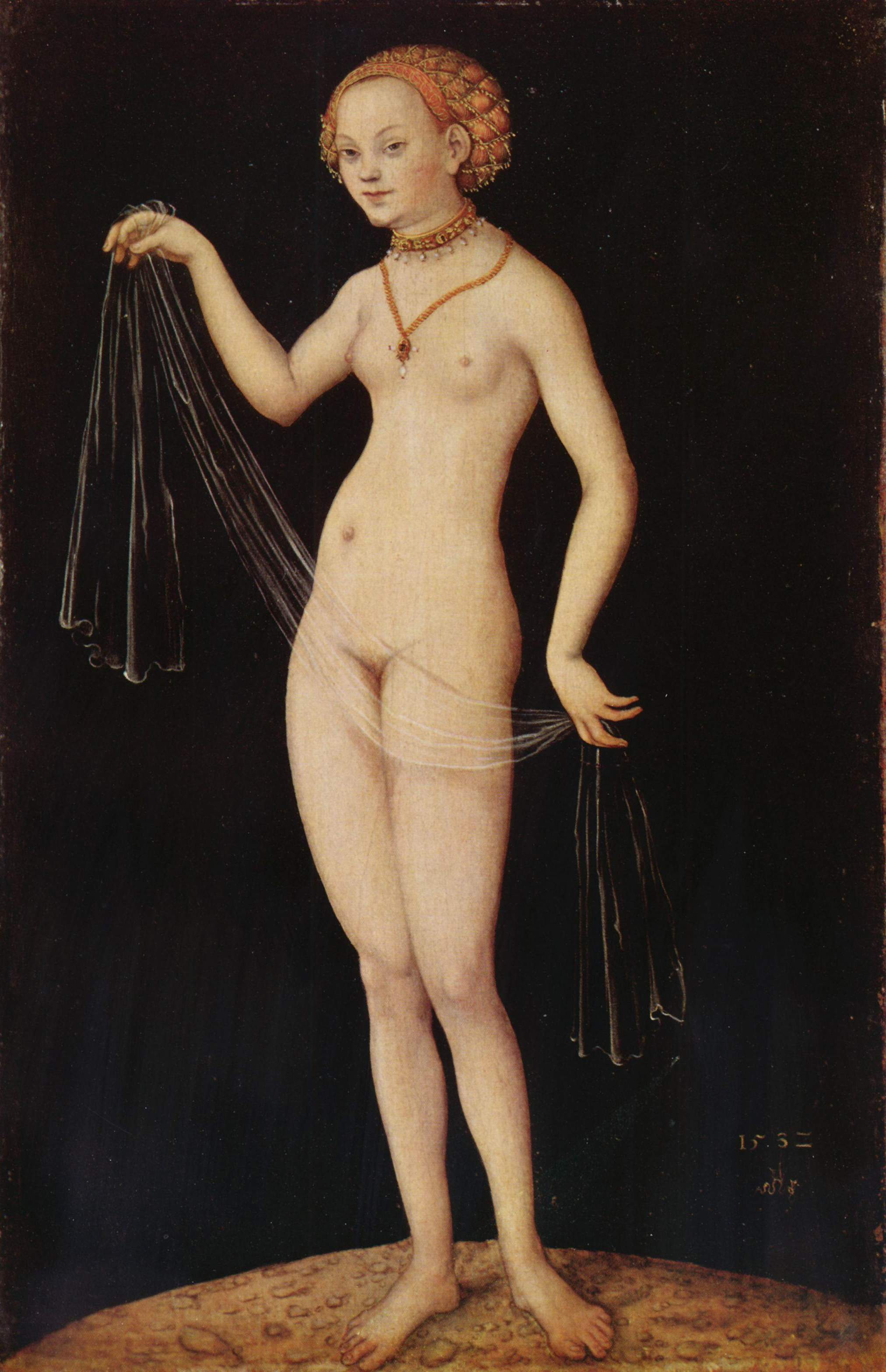
Lucas Cranach starší: Venuše, 1532
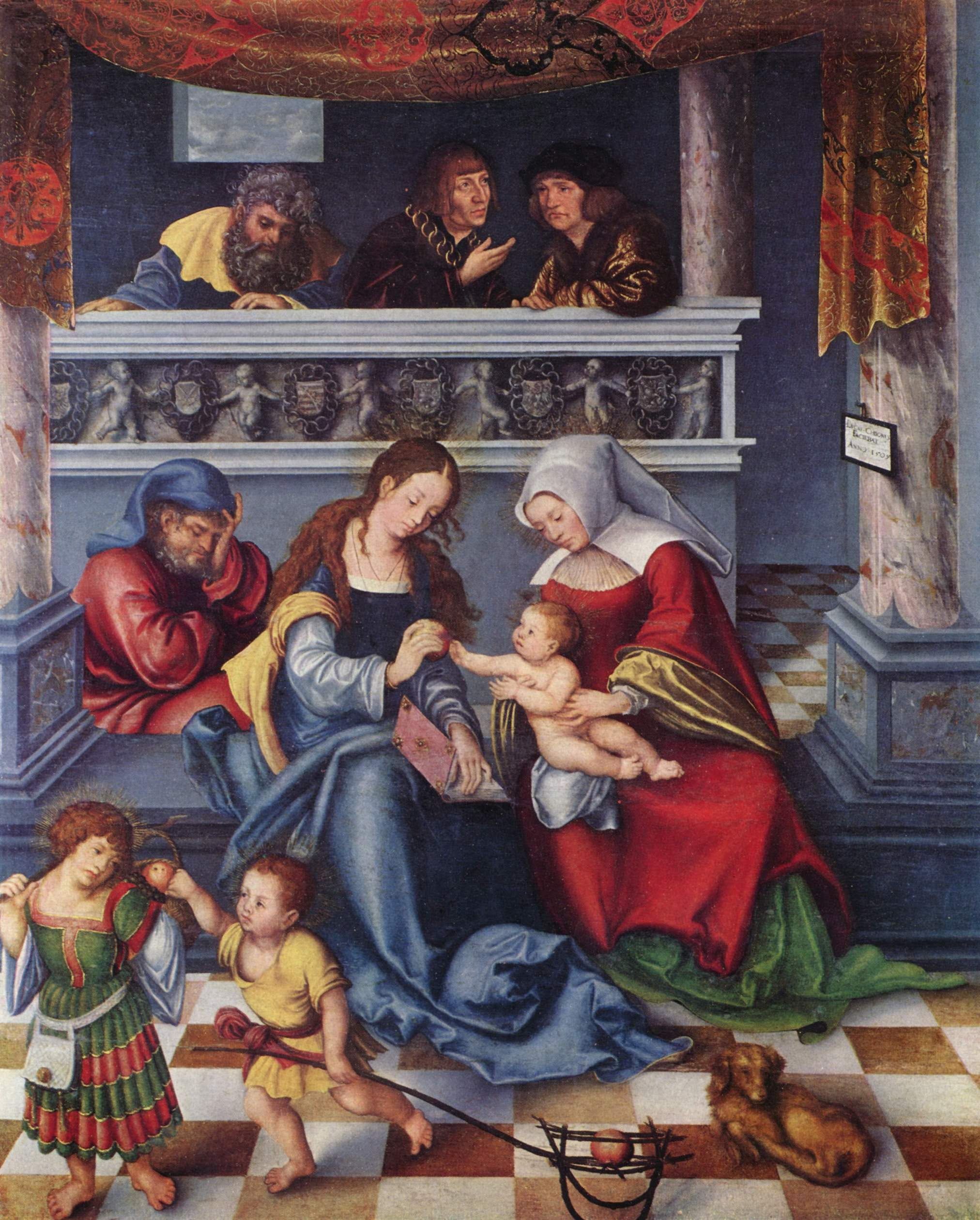
Lucas Cranach starší: střední deska Torgauského oltáře, 1509
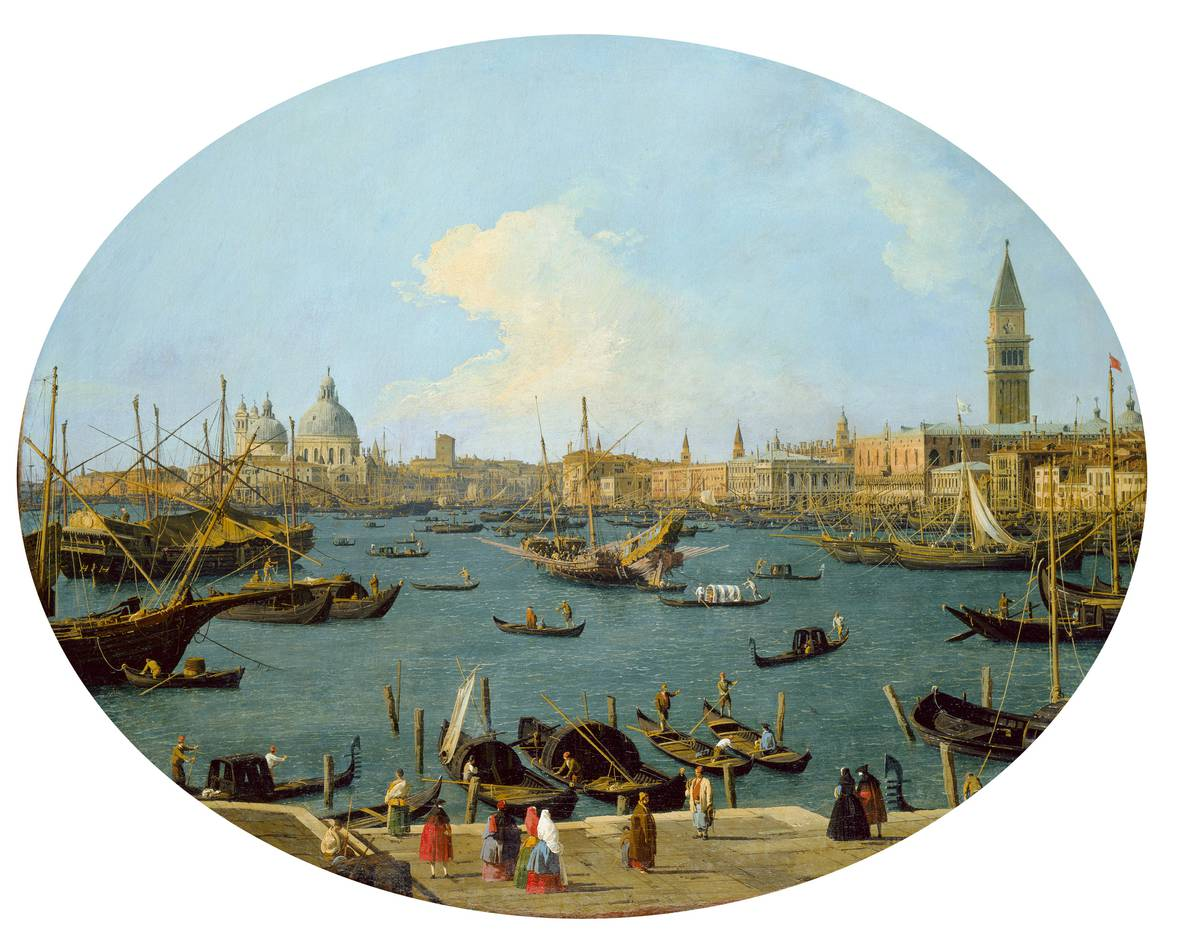
Giovanni Antonio Canal: Benátky z Riva degli Schiavoni, asi 1730/1740
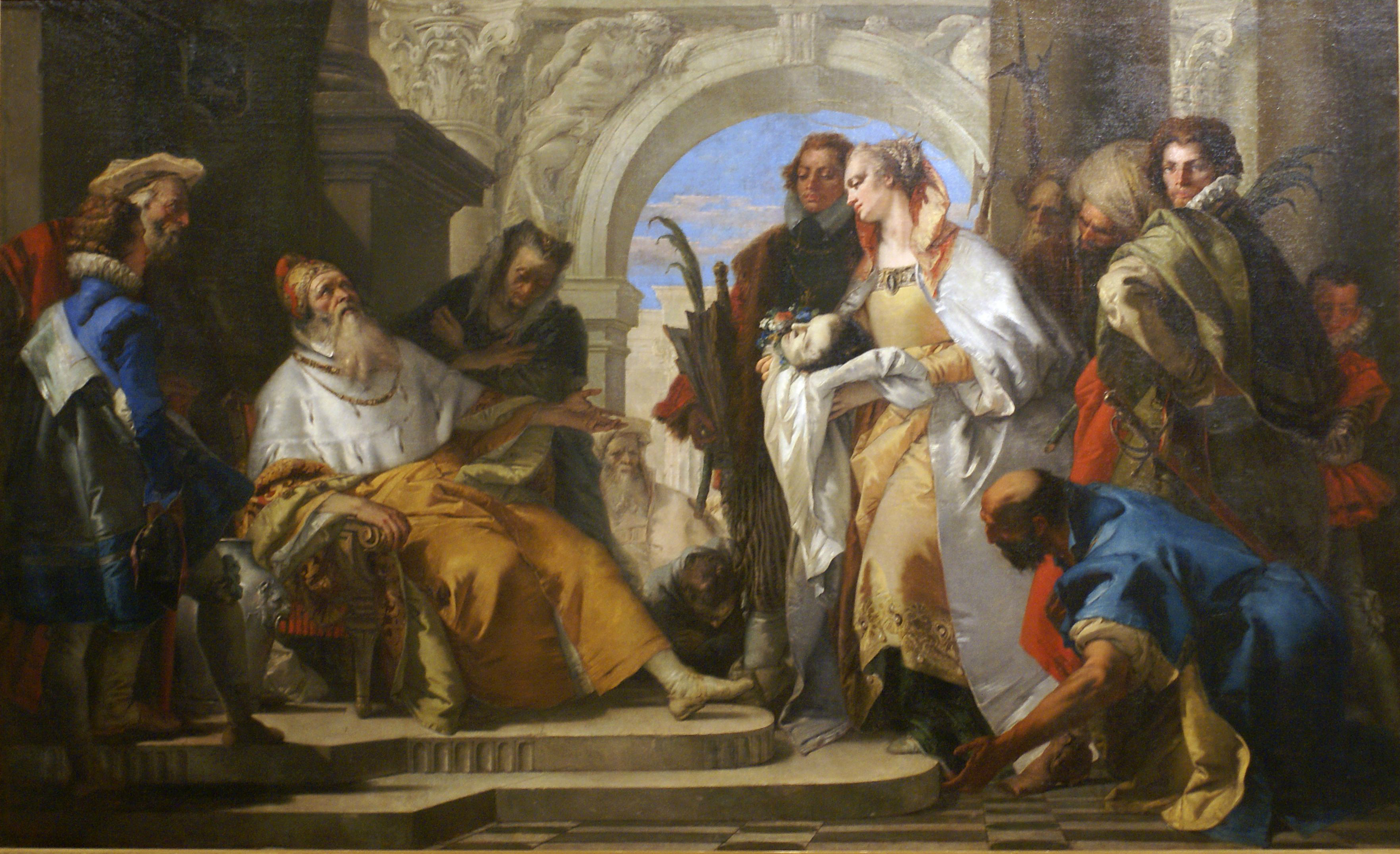
Giovanni Battista Tiepolo: Svatí ochránci rodu Crottů, asi 1750
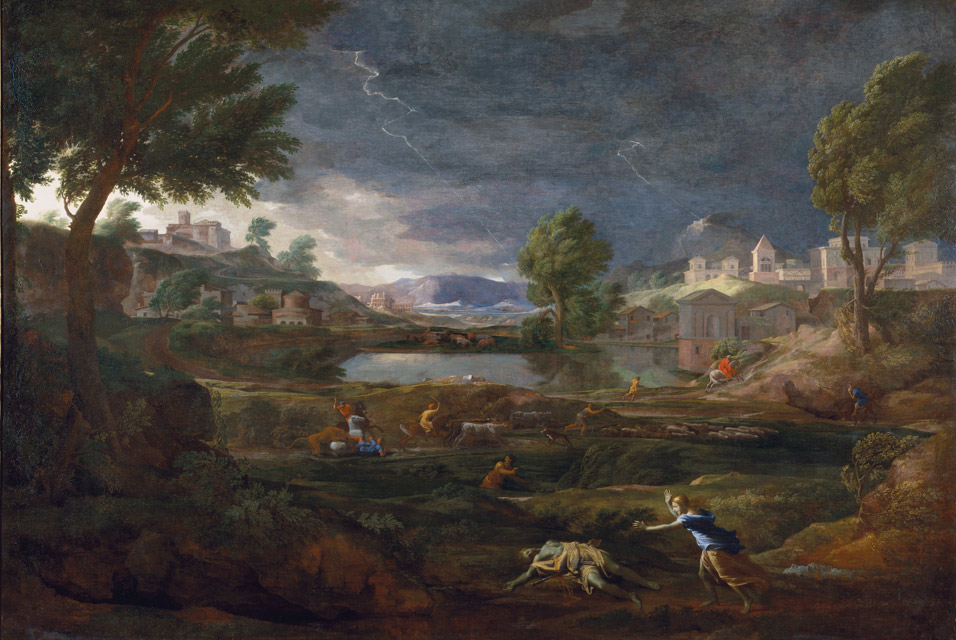
Nicolas Poussin: Pyramus a Thisbé v bouřlivé krajině, 1651
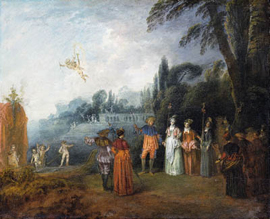
Antoine Watteau: Odplutí na Kythéru, asi 1710
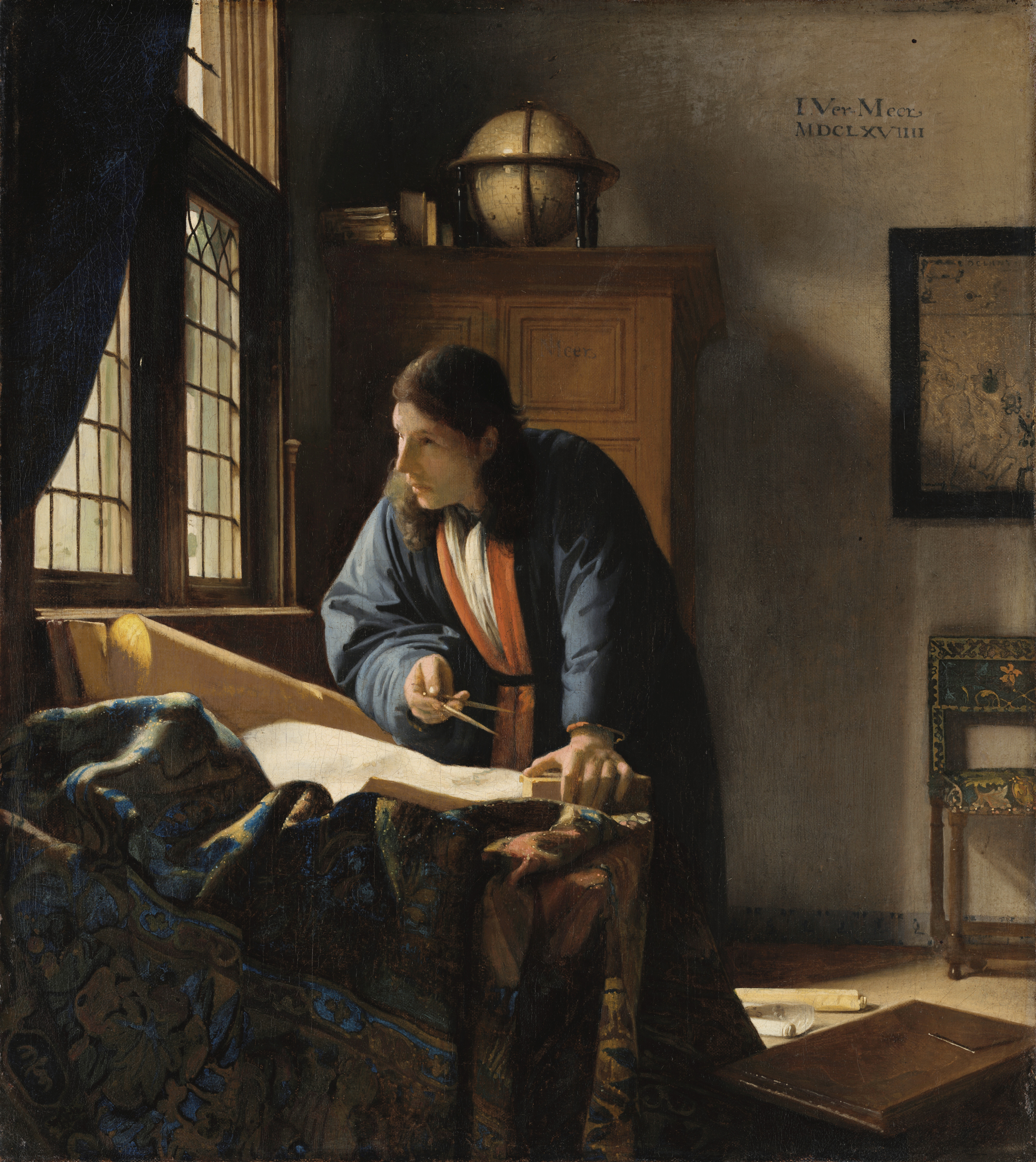
Jan Vermeer: Geograf, 1669
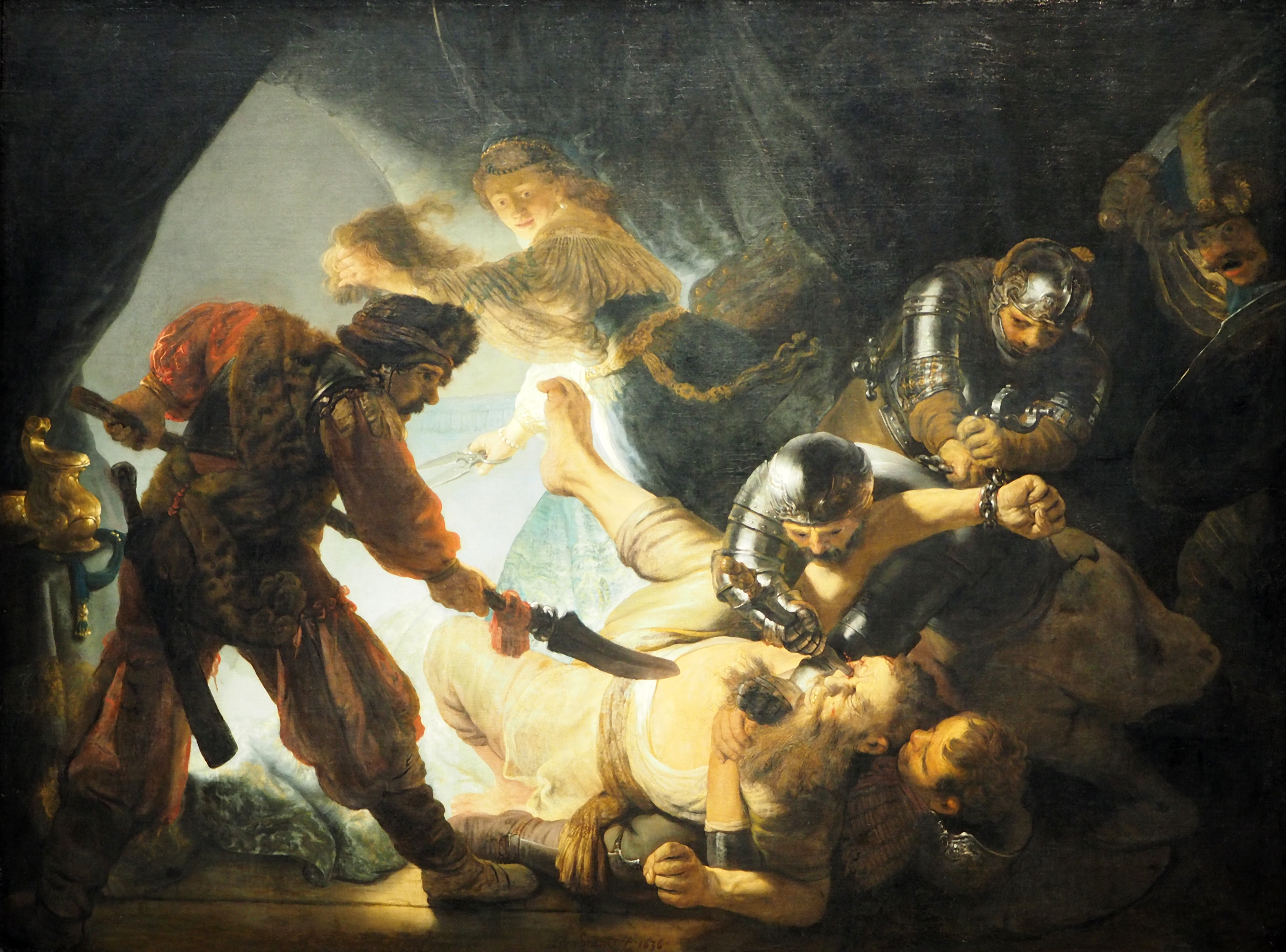
Rembrandt van Rijn: Oslepení Samsona, 1636
Jan van Goyen: Haarlemské moře, 1656
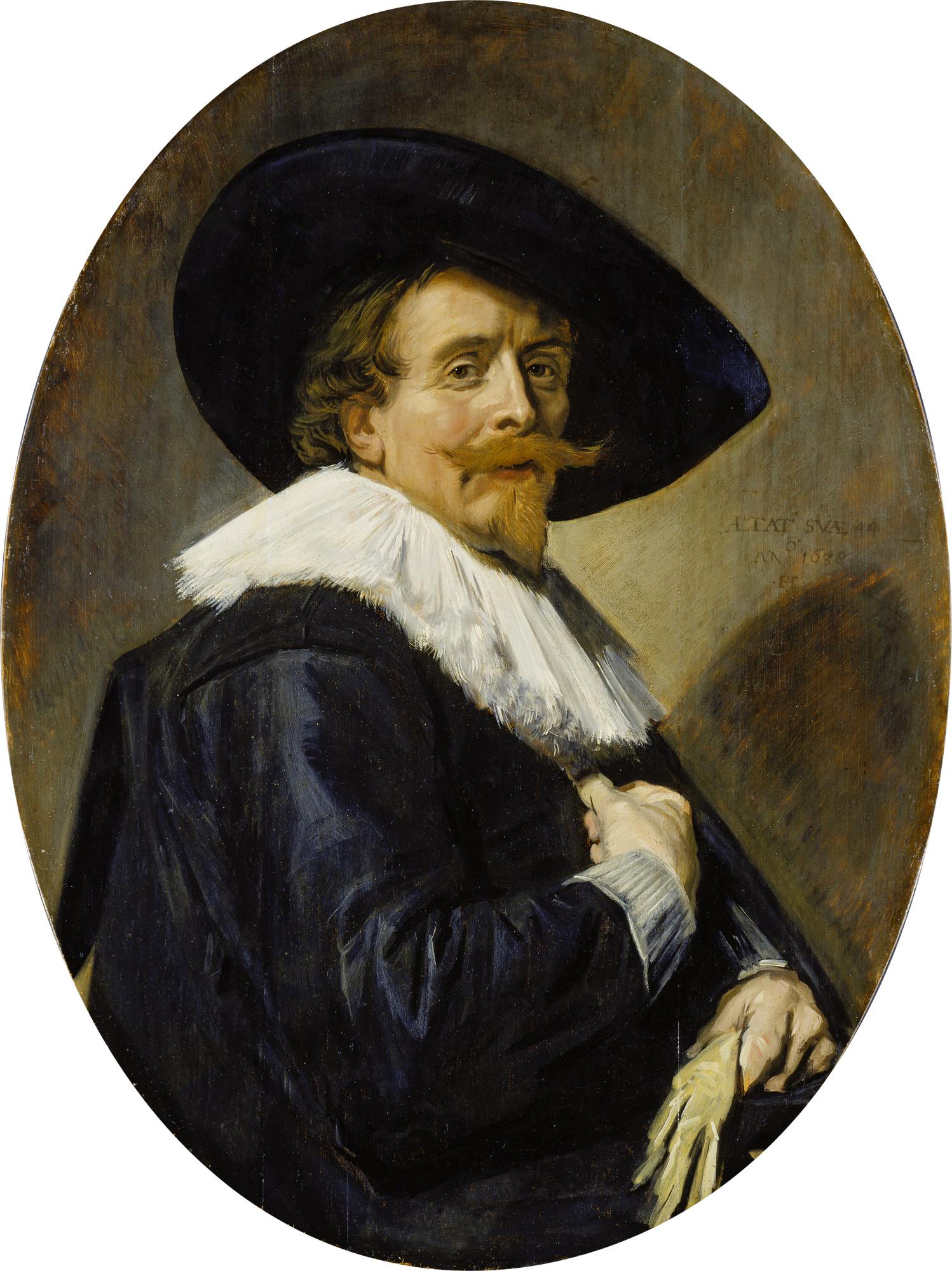
Frans Hals: Muž (z dvojportrétu), 1638
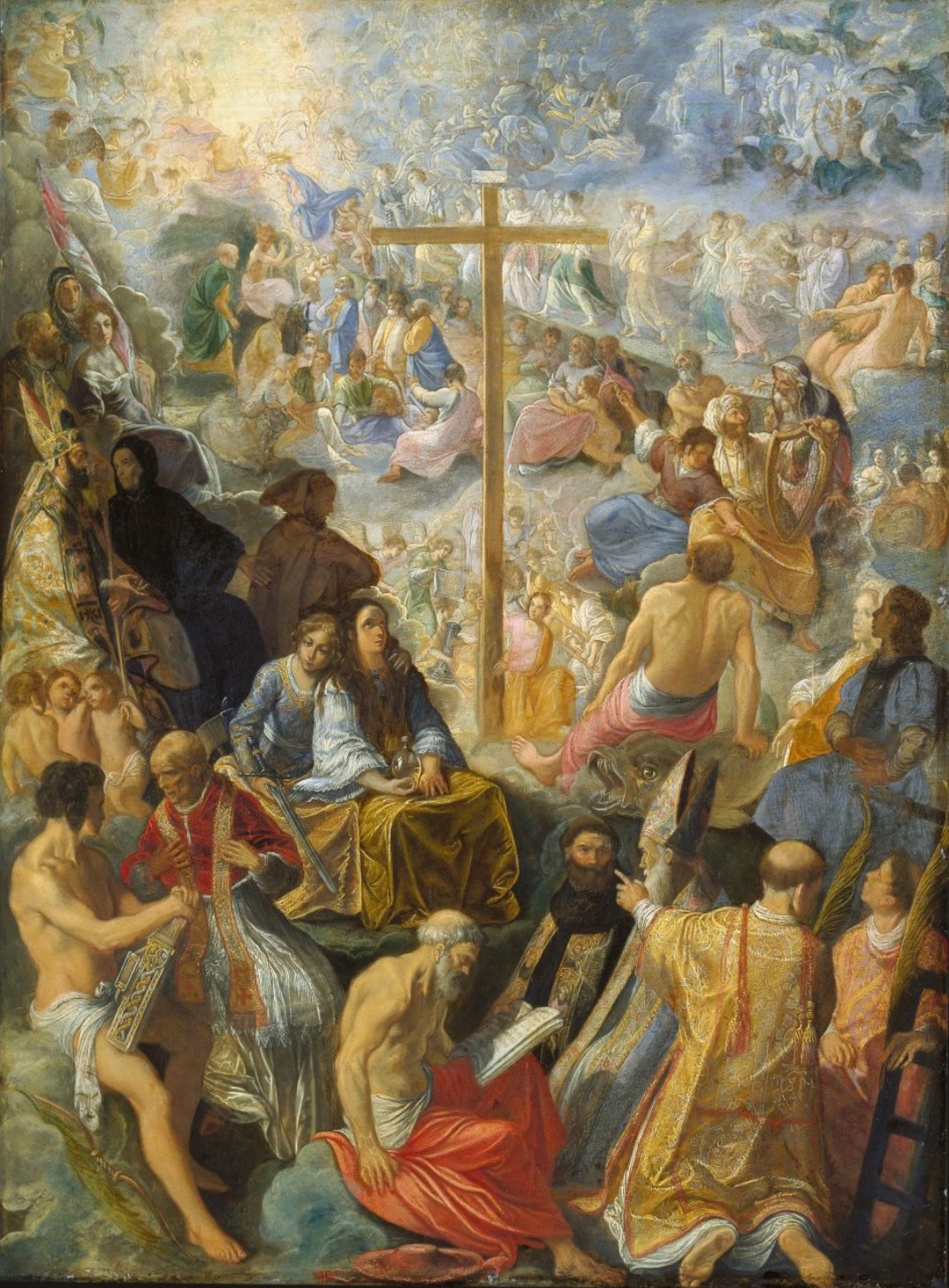
Adam Elsheimer: střední deska Frankfurtského oltáře Ukřižování, 1605/1609
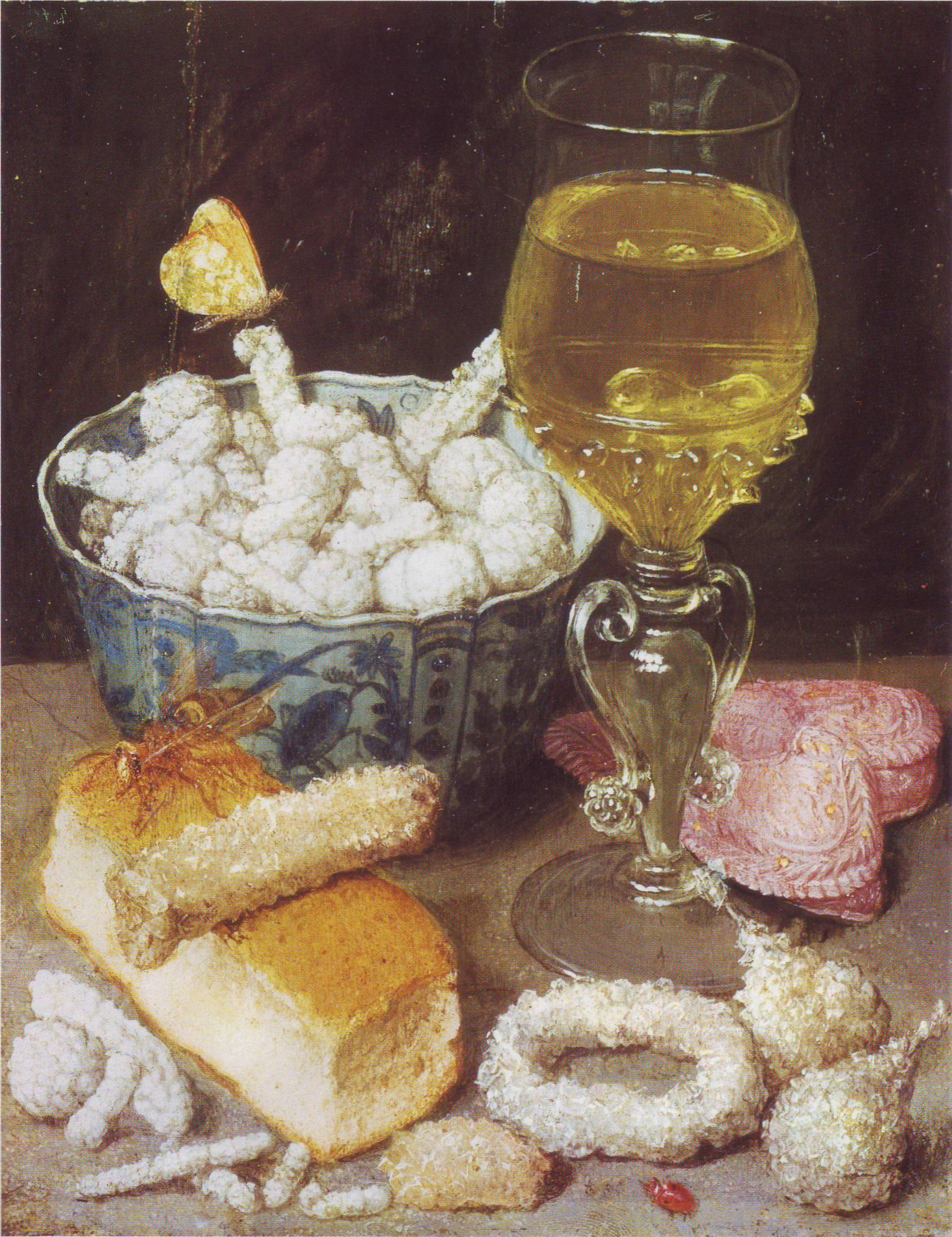
Georg Flegel: Zátiší s chlebem a cukrovím, asi 1637
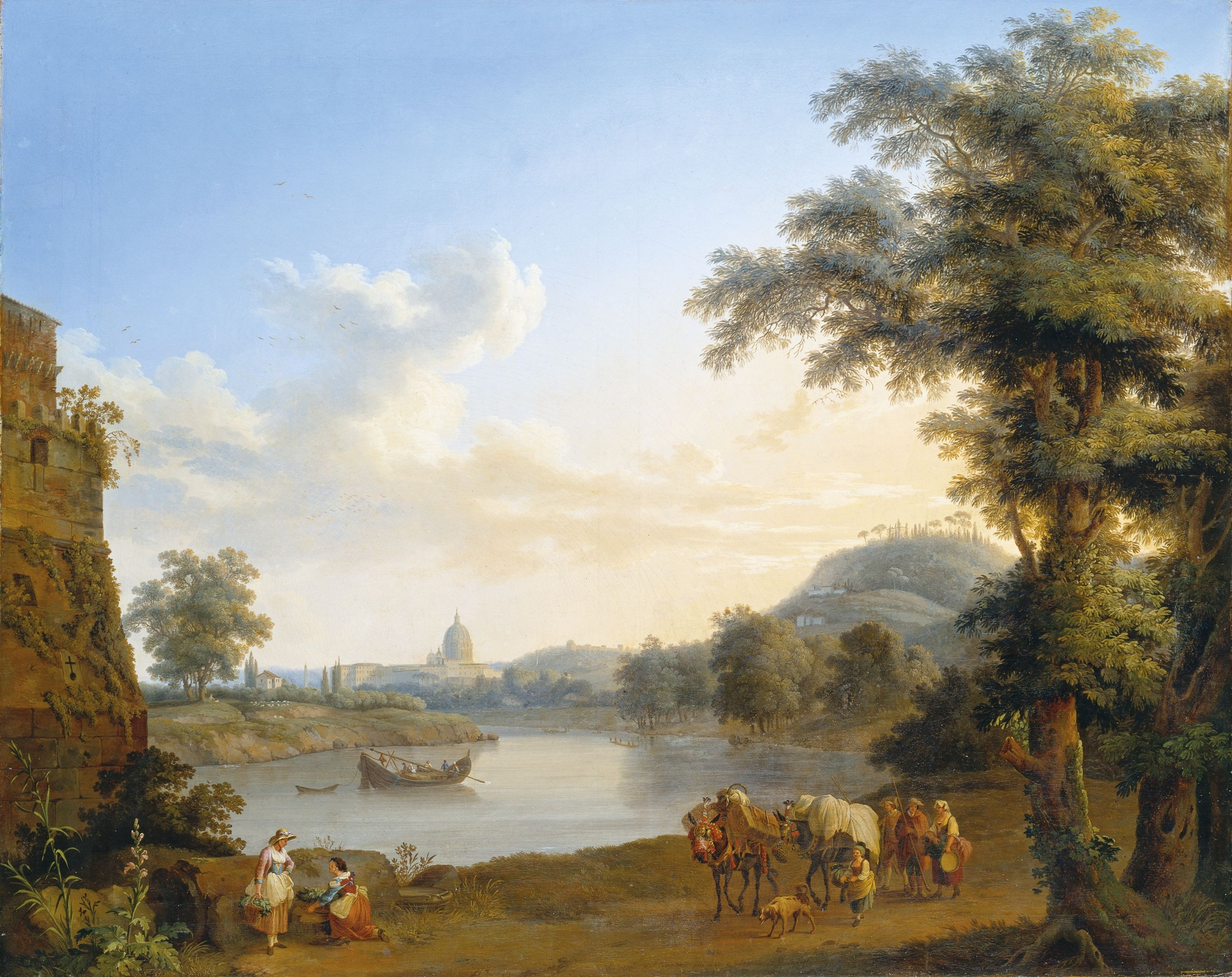
Jacob Philipp Hackert: Pohled na Basiliku sv. Petra, 1777
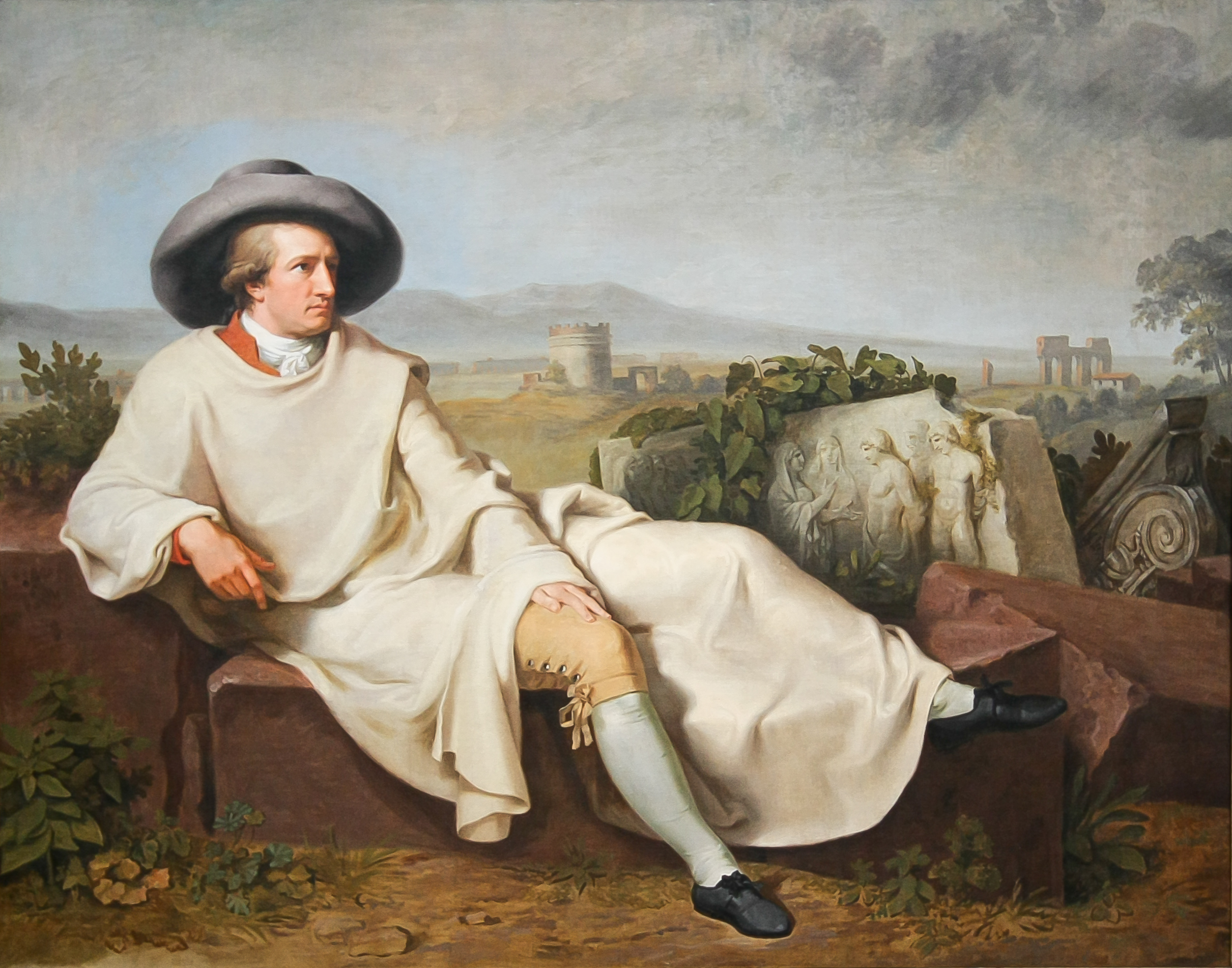
Johann Heinrich Wilhelm Tischbein: Goethe v Kampánii, 1787
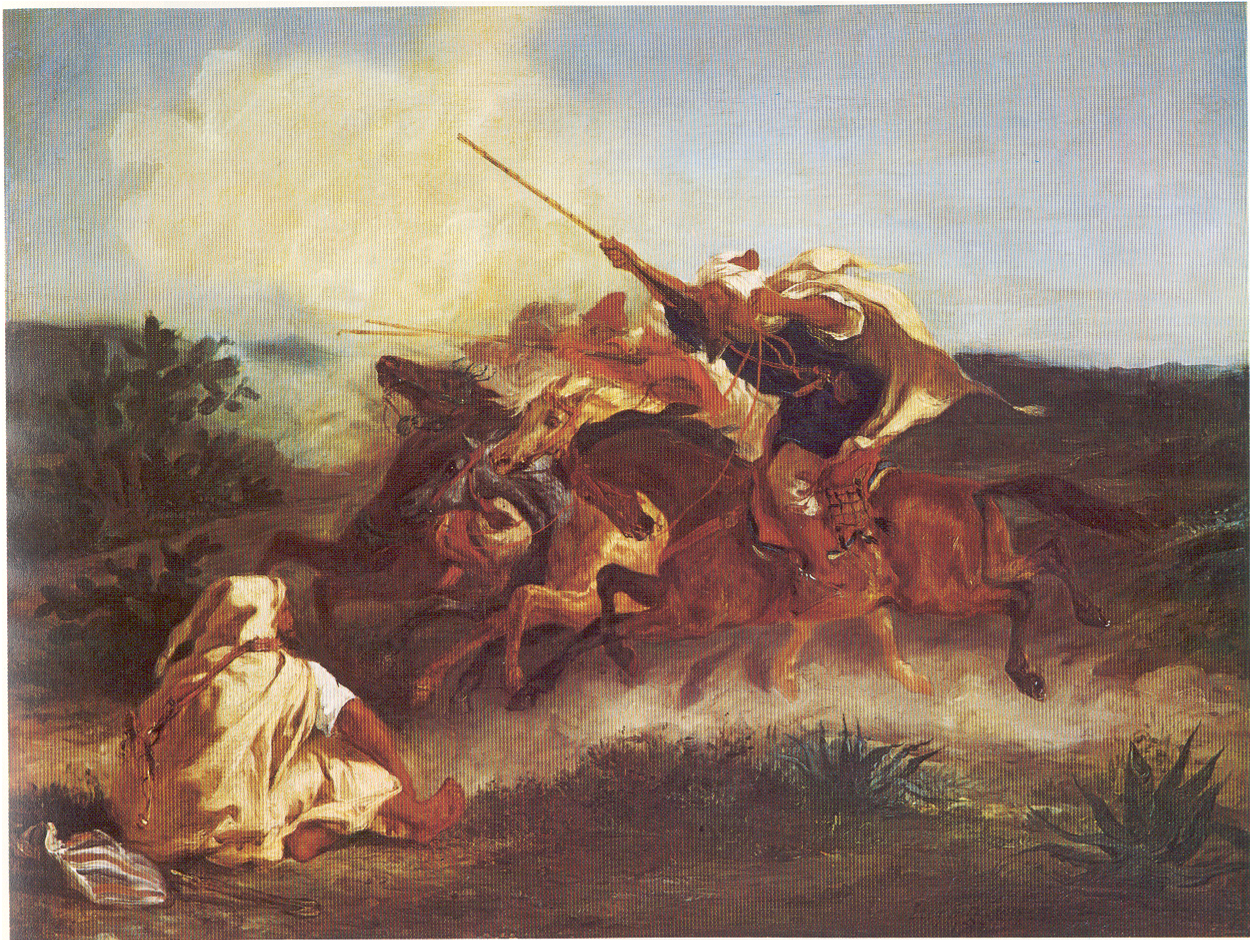
Eugène Delacroix: Fantasia arabe, 1833
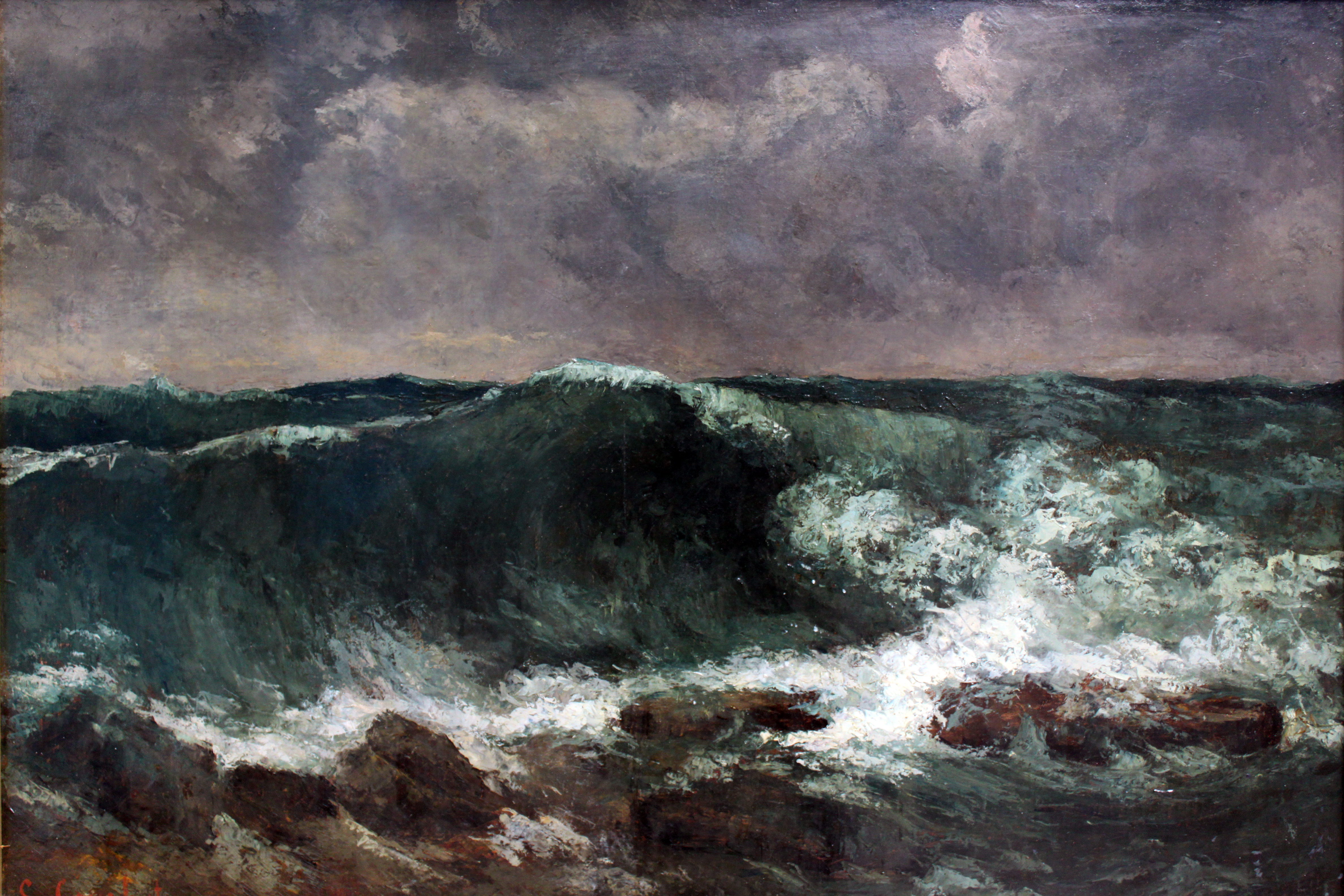
Gustave Courbet: Vlna, 1869/1870
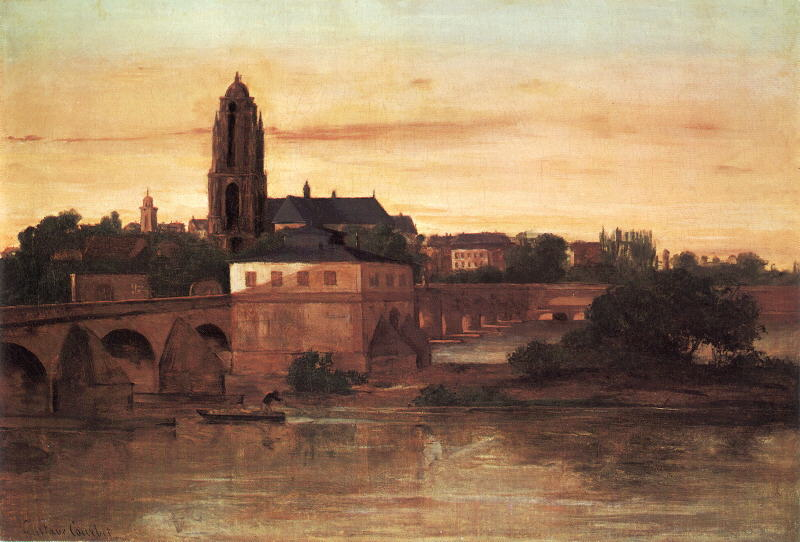
Gustave Courbet: Frankfurt nad Mohanem se Starým mostem od Sachsenhausenu, 1858
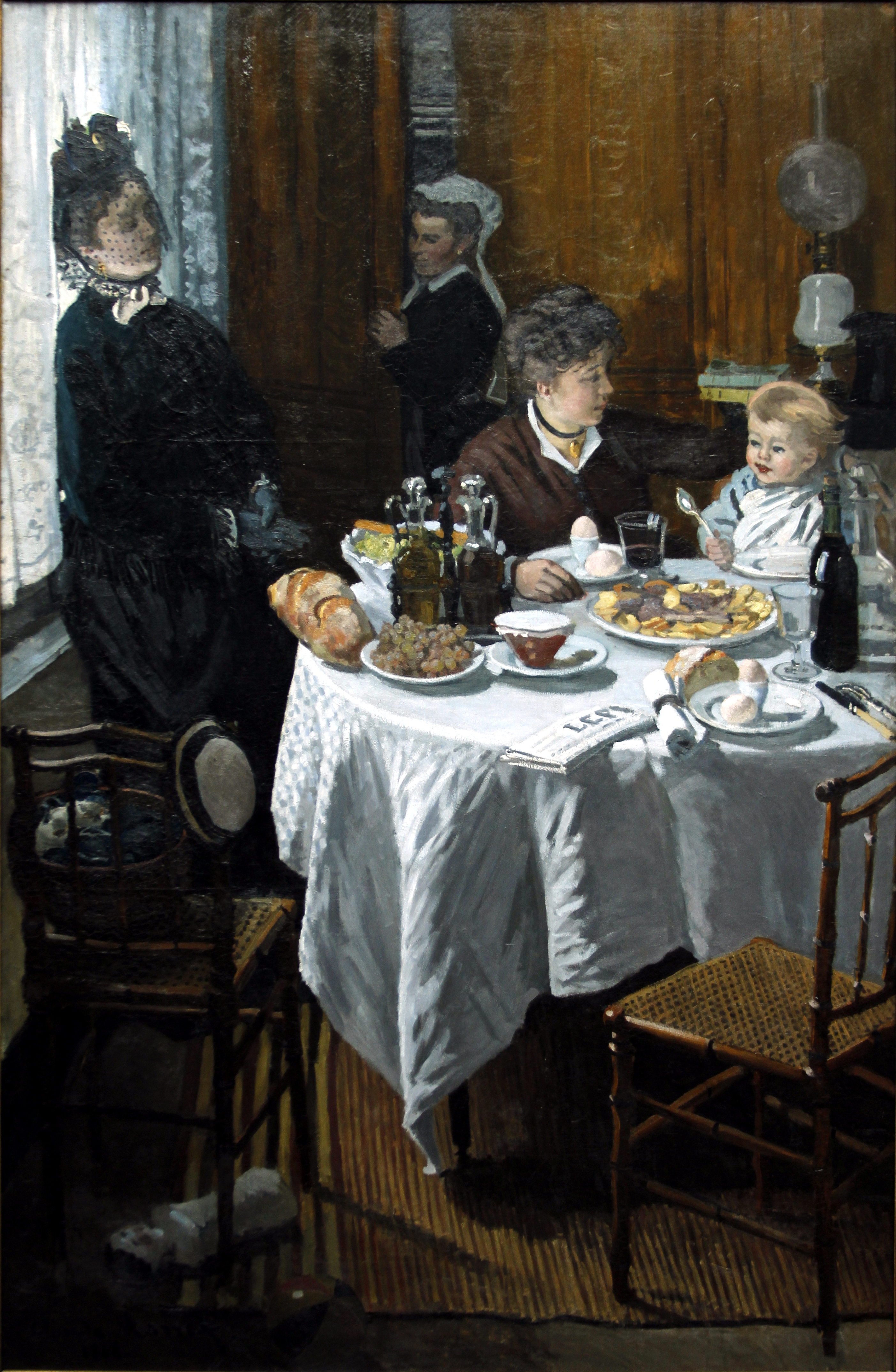
Claude Monet: Snídaně
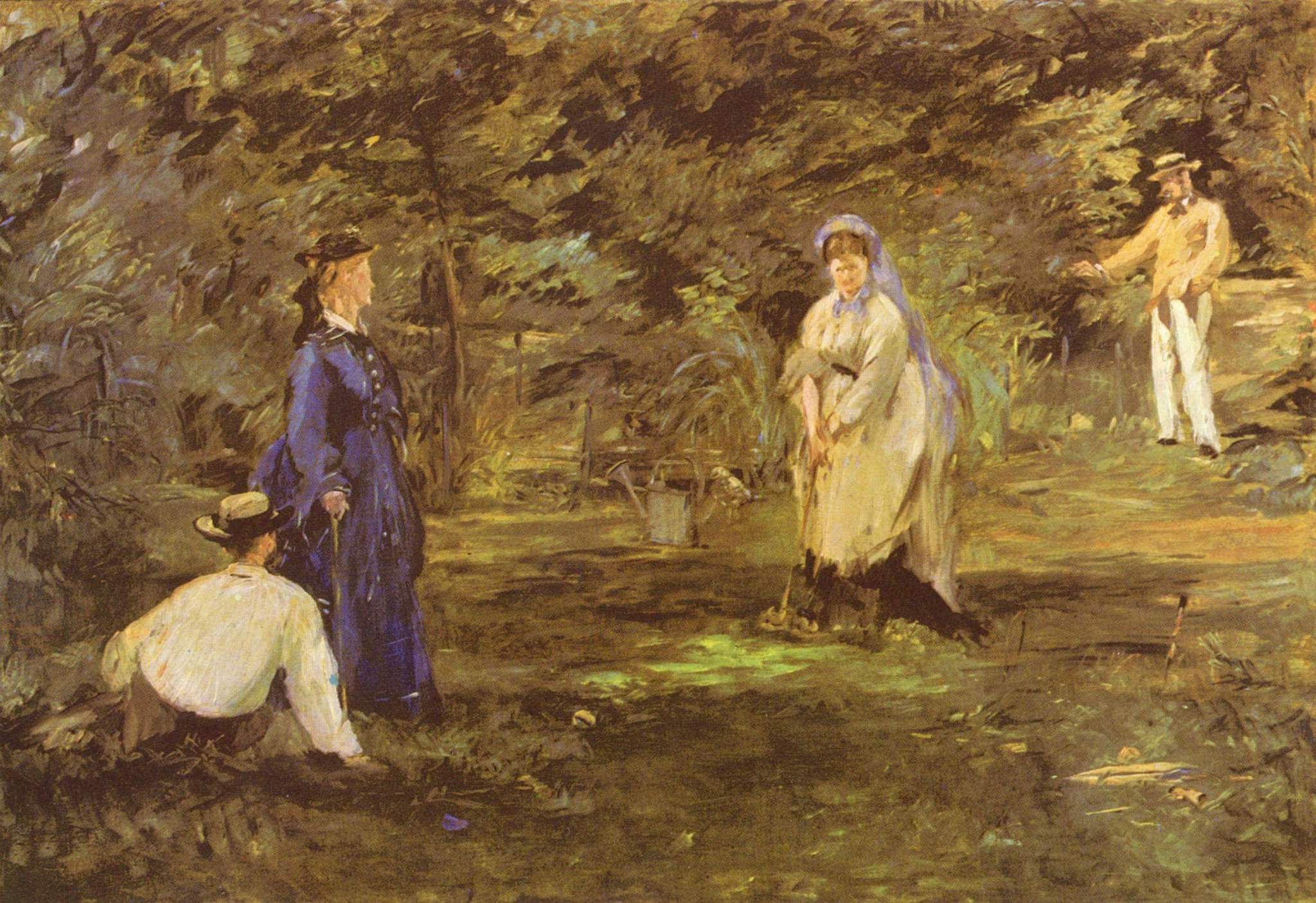
Édouard Manet: Kriket, 1873
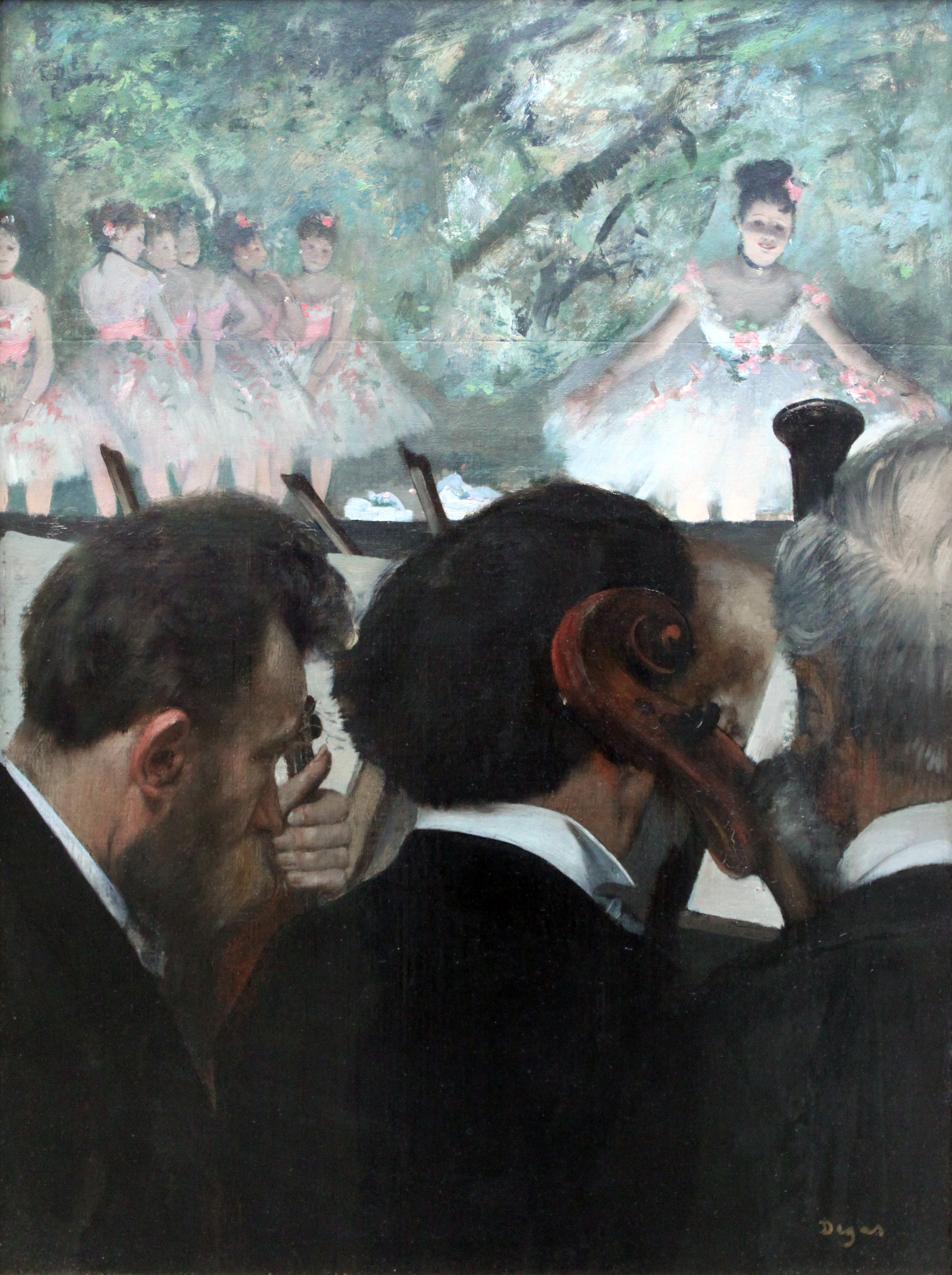
Edgar Degas: Členové orchestru, 1870/1871
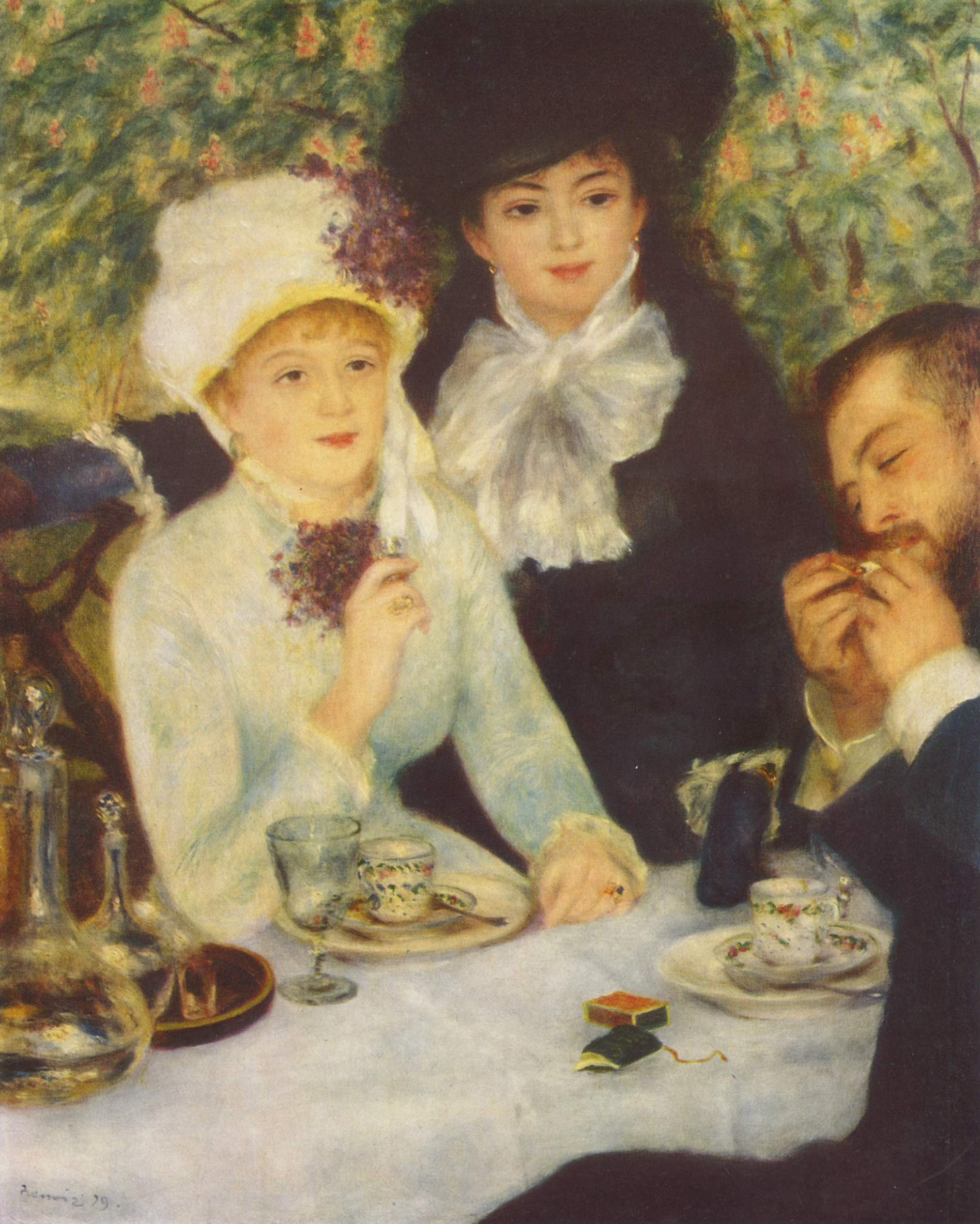
Pierre-Auguste Renoir: Po snídani, 1879
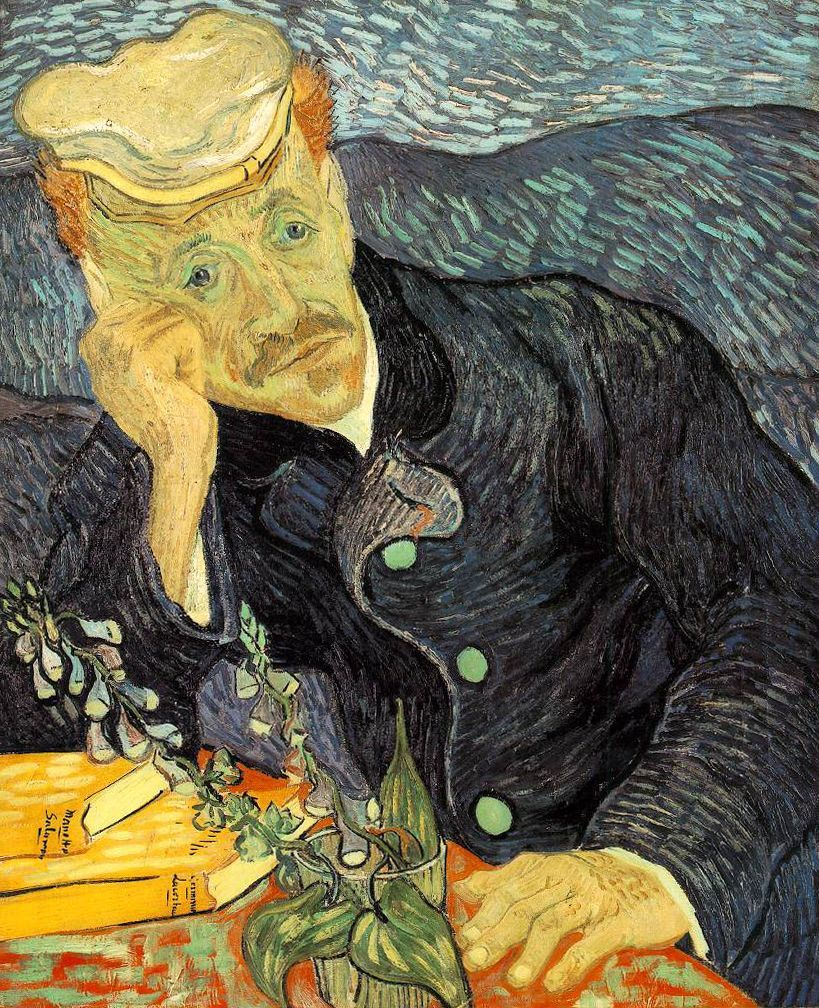
Vincent van Gogh: Portrét Dr. Gacheta
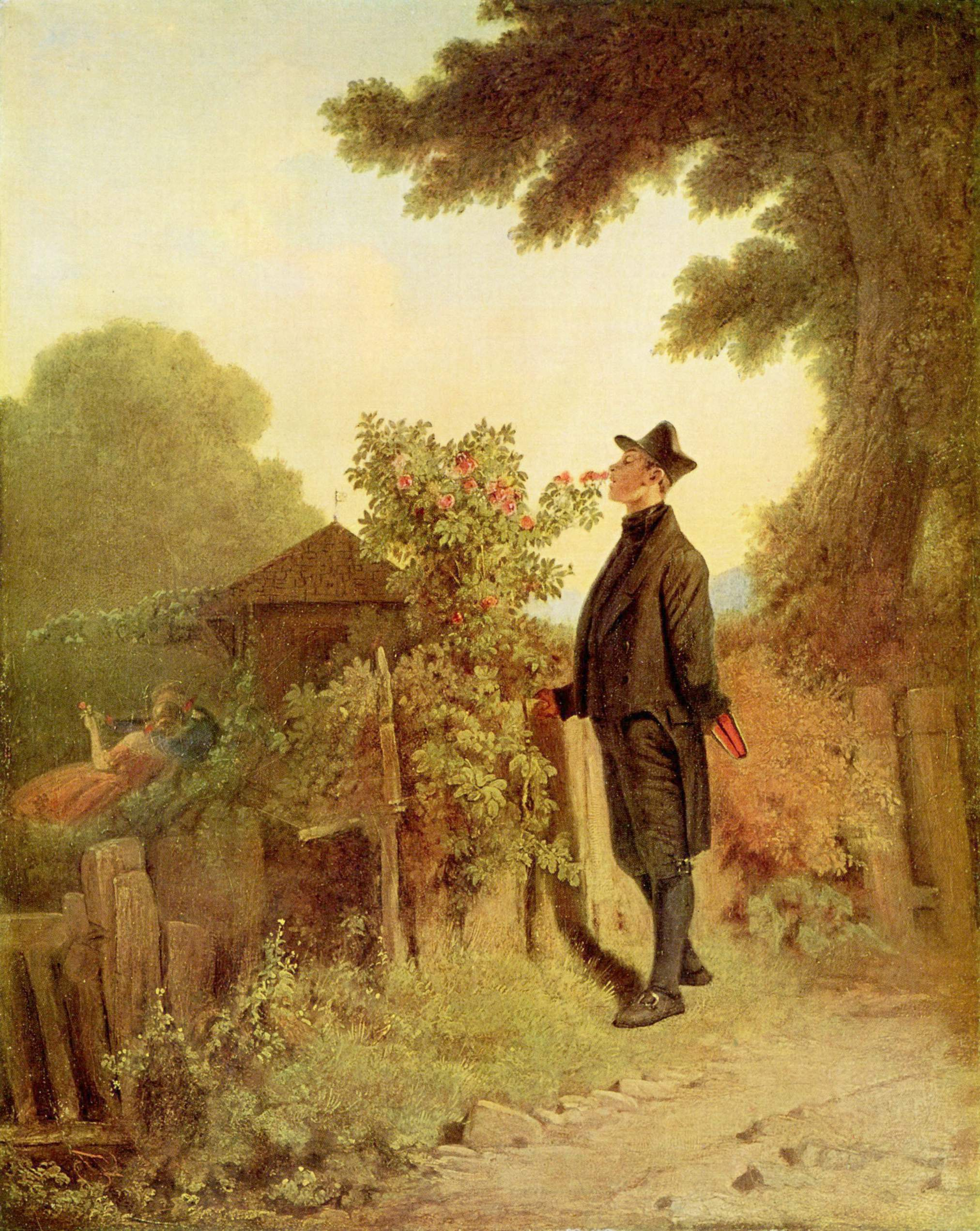
Carl Spitzweg: Vzpomínka při vůni růže, 1850
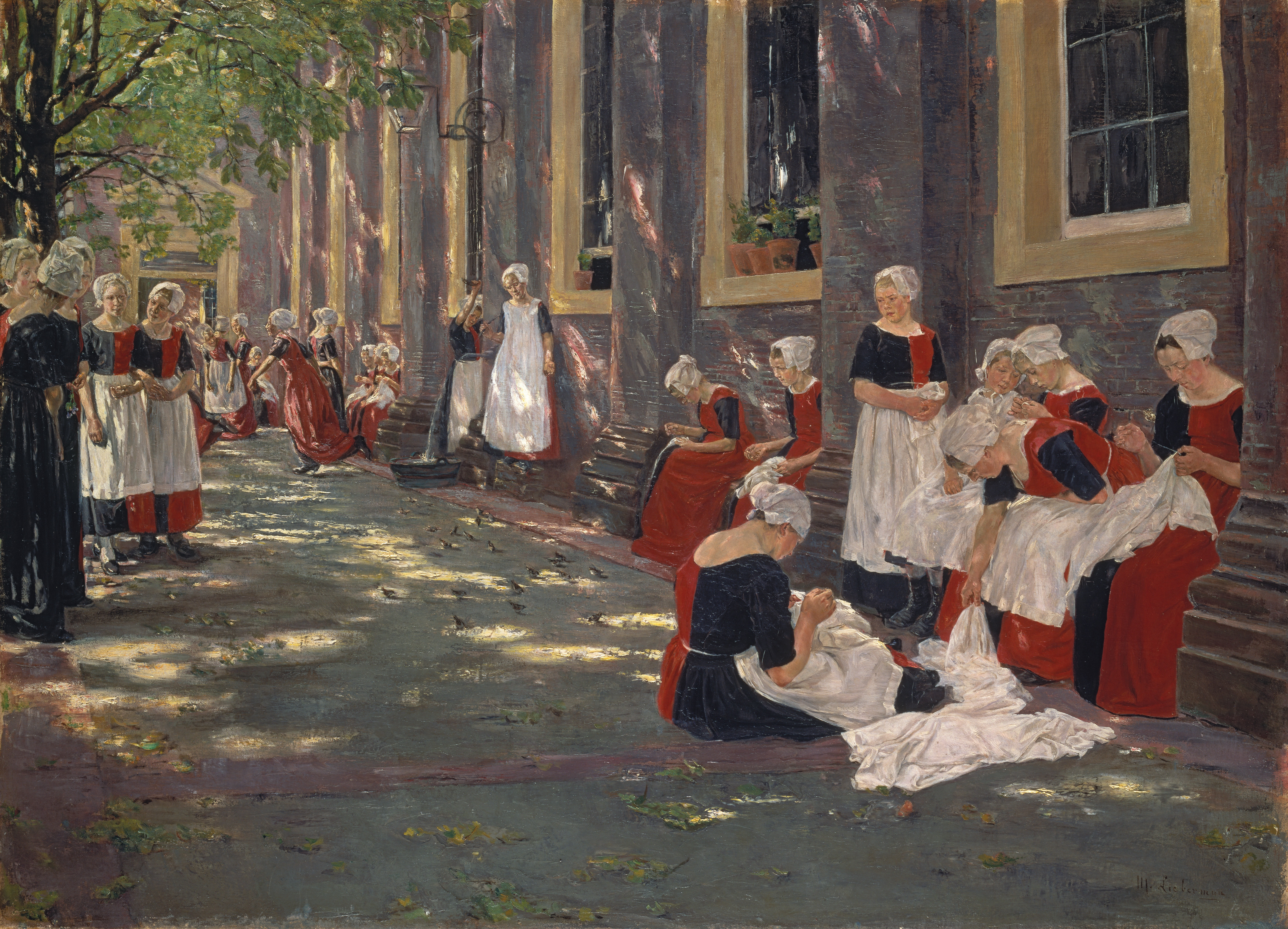
Max Liebermann: Dvůr amsterodamského sirotčince, 1881/1882
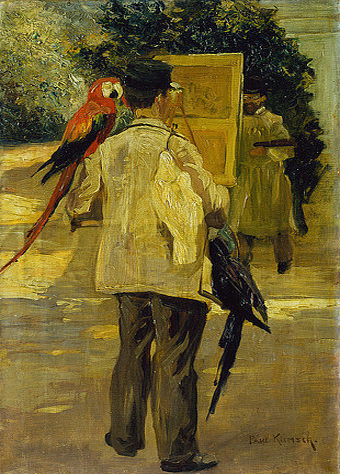
Paul Klimsch: Pěstitel papoušků, 1901
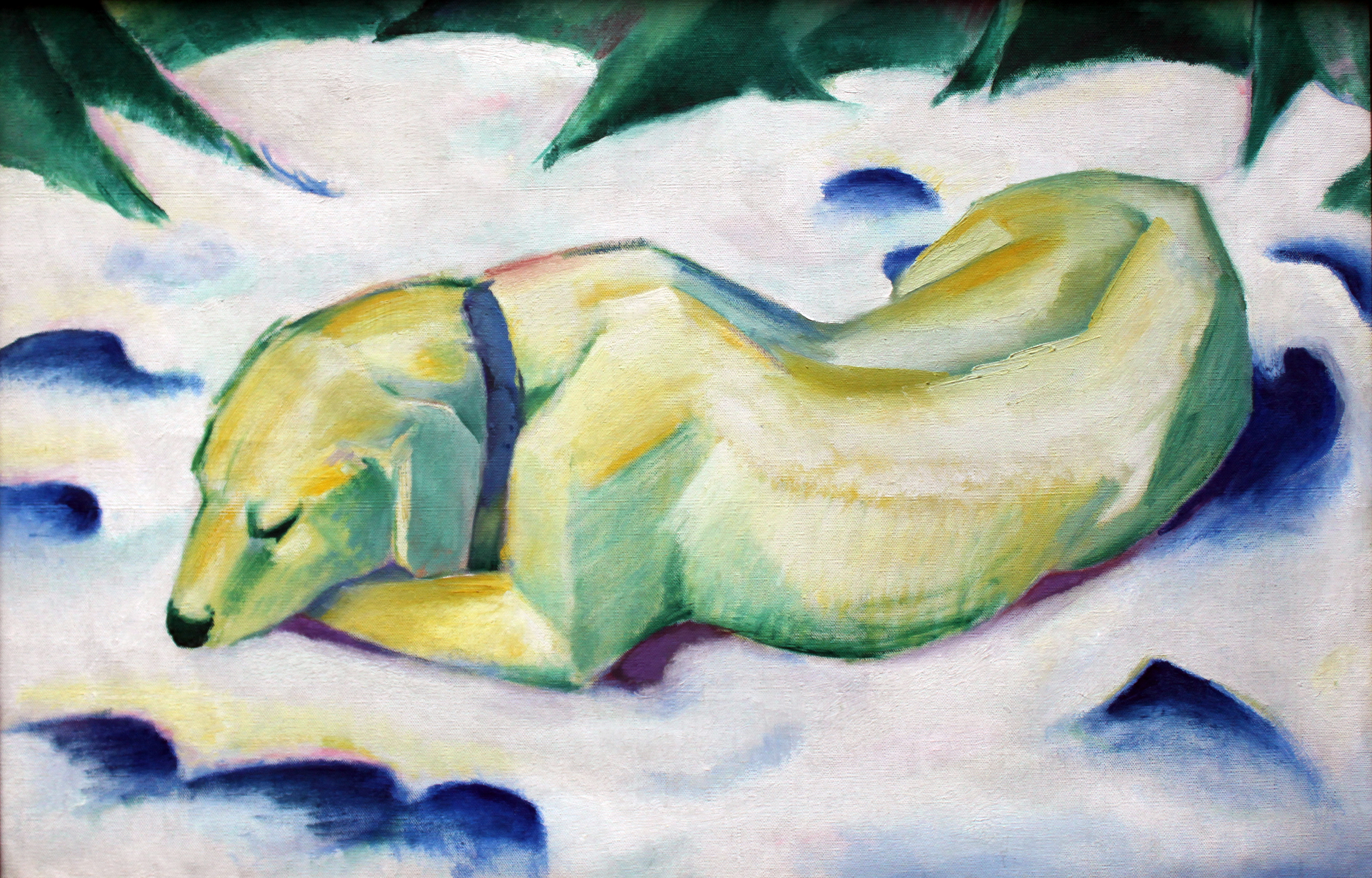
Franz Marc: Pes ležící ve sněhu, asi 1910/1911
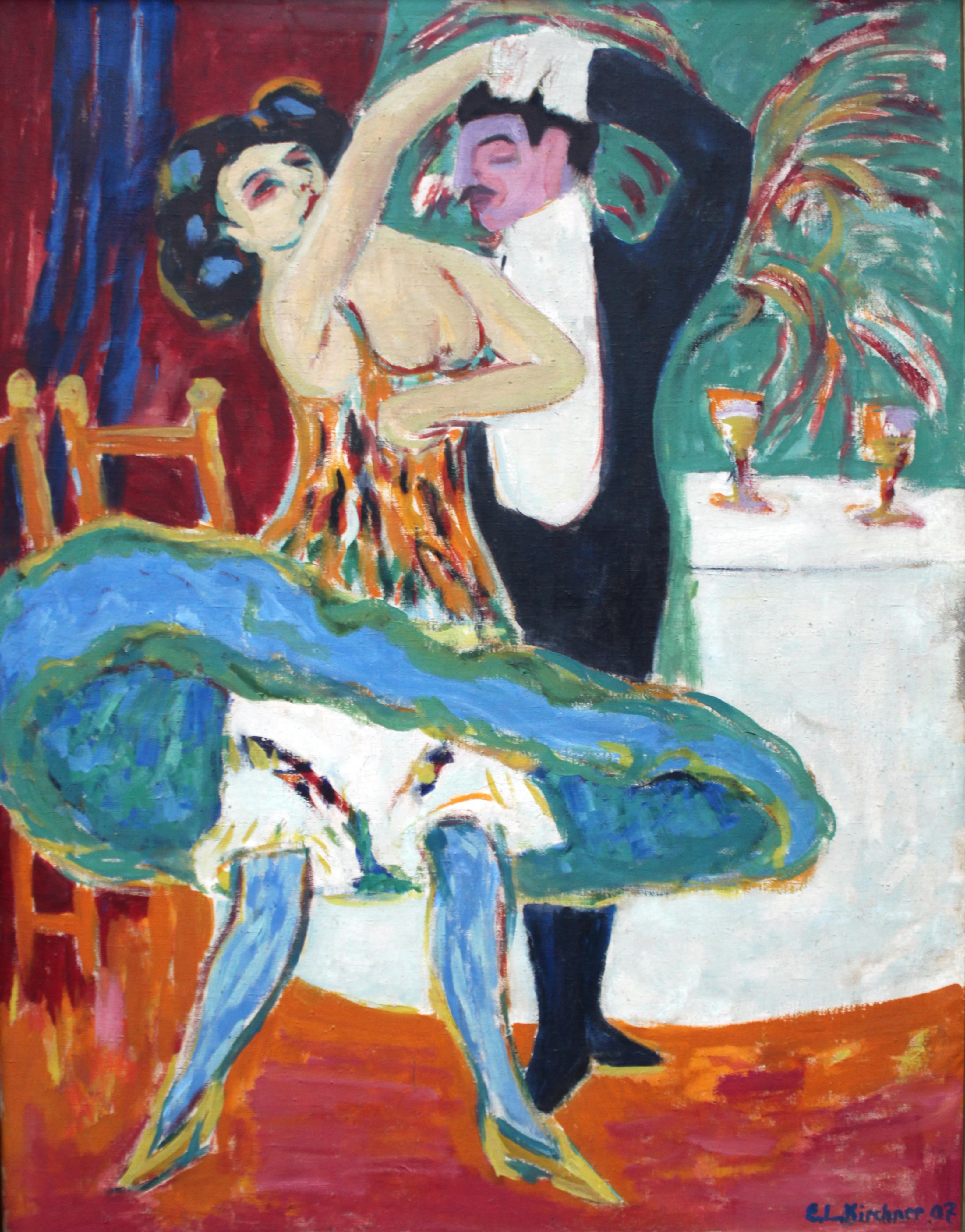
Ernst Ludwig Kirchner: Varieté (pár anglických tanečníků), 1912/1913
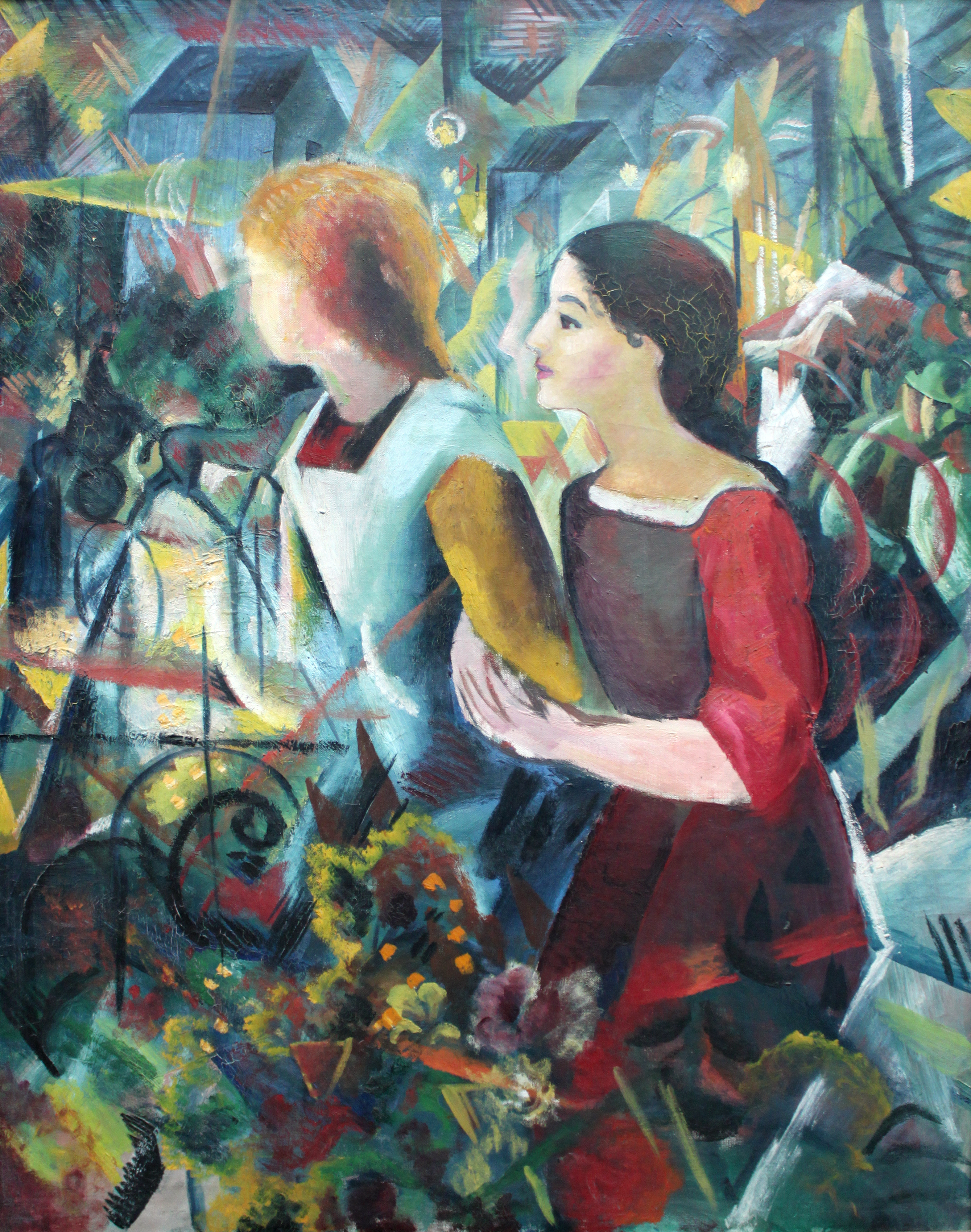
August Macke: Dvě dívky, 1913